# Hubble (télescope spatial)
Pour les articles homonymes, voir Hubble et HST.
Hubble (en anglais : Hubble Space Telescope, en abrégé HST ou, rarement en français, TSH) est un télescope spatial conçu par la NASA avec une participation de l'Agence spatiale européenne, opérationnel depuis 1990, et orbitant à 515 km d'altitude environ. Son miroir de grande taille (2,4 m de diamètre), qui lui permet de restituer des images avec une résolution angulaire inférieure à 0,1 seconde d'arc, ainsi que sa capacité à observer à l'aide d'imageurs et de spectroscopes dans l'infrarouge proche et l'ultraviolet, lui permettent de surclasser, pour de nombreux types d'observation, les instruments au sol les plus puissants, handicapés par la présence de l'atmosphère terrestre. Les données collectées par Hubble ont contribué à des découvertes de grande portée dans le domaine de l'astrophysique, telles que la mesure du taux d'expansion de l'Univers, la confirmation de la présence de trous noirs supermassifs au centre des galaxies spirales, ou l'existence de la matière noire et de l'énergie noire.
Le développement du télescope Hubble, qui tient son nom de l'astronome Edwin Hubble, démarre au début des années 1970. Cependant, des problèmes de financement, de mise au point technique et la destruction de la navette spatiale Challenger repoussent son lancement jusqu'en 1990. Une aberration optique particulièrement grave est découverte peu après qu'il a été placé sur son orbite terrestre basse à 600 km d'altitude. Dès le départ, le télescope spatial avait été conçu pour permettre des opérations de maintenance par des missions des navettes spatiales. La première de ces missions, en 1993, est mise à profit pour corriger l'anomalie de sa partie optique. Quatre autres missions, en 1997, 1999, 2002 et 2009, permettent de moderniser les cinq instruments scientifiques et remplacer certains équipements défaillants ou devenus obsolètes. La dernière mission de maintenance, réalisée en 2009 par la mission STS-125, immédiatement avant le retrait définitif des navettes spatiales, doit permettre au télescope Hubble de fonctionner quelques années de plus, probablement jusqu'en 2030. Pour les observations dans l'infrarouge, il est remplacé en 2022 par le télescope spatial James-Webb, aux capacités supérieures.

## Historique

### Contexte: des prémices à la décision de réalisation

Lyman Spitzer a joué un rôle majeur dans la naissance du projet de télescope spatial Hubble.

La première mention d'un télescope spatial remonte à 1923 : Hermann Oberth, un des pionniers de l'astronautique, indique dans son ouvrage Die Rakete zu den Planetenräumen (La fusée dans l'espace interplanétaire) qu'une fusée pourrait être utilisée pour placer un télescope en orbite,. On peut retracer à 1946 l'origine du projet du télescope spatial Hubble. Cette année-là, l'astronome Lyman Spitzer publie un article intitulé Astronomical advantages of an extraterrestrial observatory, exposant les avantages présentés par un télescope situé dans l'espace par rapport à un télescope situé sur Terre. Deux arguments sont mis en avant. D'une part la résolution angulaire n'est plus limitée par les turbulences atmosphériques mais uniquement par la diffraction : à l'époque, la résolution d'un télescope de 2,5 mètres ne dépasse pas 0,5 à 1 seconde d'arc à cause de ce phénomène, alors que théoriquement elle devrait pouvoir atteindre 0,05 seconde d'arc. Le deuxième avantage d'un télescope spatial est qu'il permet d'observer les rayonnements infrarouge et ultraviolet, qui sont pratiquement complètement interceptés par l'atmosphère. Spitzer plaide durant toute sa carrière en faveur d'un projet de télescope spatial. En 1962, soit cinq ans après la mise en orbite du premier satellite artificiel, l'Académie nationale des sciences américaine identifie parmi les objectifs scientifiques à mener dans le cadre du programme spatial la réalisation d'un télescope spatial. En 1965, Spitzer est placé à la tête d'une commission chargée de définir les objectifs scientifiques d'un télescope spatial de grande taille.
En réalité, l'astronomie spatiale débute à une très petite échelle immédiatement après la fin de la Seconde Guerre mondiale : des instruments embarqués sur les premières fusées-sondes parviennent à obtenir un spectre électromagnétique du Soleil dans l'ultraviolet. À compter de 1962, l'agence spatiale américaine NASA lance la première série de satellites dédiés à l'astronomie : les observatoires solaires Orbiting Solar Observatory (OSO) sont capables d'obtenir des spectres électromagnétiques dans les domaines de l'ultraviolet, des rayons X et des rayons gamma. Le Royaume-Uni place en orbite la même année son propre observatoire solaire, le satellite Ariel 1. Enfin, en 1966, la NASA lance le premier télescope spatial de la série des Orbiting Astronomical Observatory (OAO). OAO-1 est victime d'une défaillance d'une batterie après seulement trois jours de mission, mais OAO-2, qui a pour mission d'observer les étoiles et les galaxies dans l'ultraviolet, fonctionne de 1968 à 1972, bien au-delà de la durée d'une année pour laquelle il avait été prévu.

### Le projet
Les résultats scientifiques obtenus par la série des télescopes spatiaux de la NASA OAO convainquent la communauté des astronomes de se mobiliser pour lancer un projet de grand télescope spatial. En 1970, la NASA crée deux comités pour définir d'une part les caractéristiques techniques, d'autre part les objectifs scientifiques de l'instrument. Mais l'agence spatiale américaine peine à obtenir un budget, alors que le coût envisagé dépasse de manière importante celui d'un télescope terrestre de taille équivalente. En 1974, les fonds alloués à l'étude du télescope spatial sont entièrement annulés par le comité (en) chargé de préparer le budget national. Malgré la pression de la communauté scientifique appuyée par un rapport de l'Académie des sciences américaines, le Congrès et le Sénat américain ne rétablissent que la moitié du montant demandé par la NASA pour réaliser les premières études détaillées des instruments susceptibles d'être embarqués et pour développer les premiers composants de la partie optique. Confrontée à ces difficultés de financement, la NASA choisit de revoir les caractéristiques du système à la baisse, avec une taille du miroir primaire ramenée de 3  à   2,4 mètres et l'Agence spatiale européenne est invitée dans le projet en échange d'une allocation de 15 % du temps d'observation : l'ESA doit fournir un des cinq instruments (Faint Object Camera), les panneaux solaires et participer au support opérationnel du télescope. Finalement, en 1977, le Congrès accorde les fonds nécessaires aux premiers travaux de construction du Large Space Telescope (LST), premier nom de l'instrument.

### Le rôle de la navette spatiale américaine
Le télescope spatial est conçu dès le départ pour être réparé et amélioré périodiquement, une fois placé en orbite par des astronautes embarqués sur la navette spatiale américaine. Cette dernière est en cours de développement à l'époque et les futures missions de maintenance du télescope constituent progressivement une des raisons majeures de son existence, d'autant que la station spatiale qu'elle devait desservir ne trouve pas de financement. Pour permettre sa maintenance par les astronautes, de nombreuses mains courantes peintes en jaune vif sont installées à la surface du télescope. Tous les instruments et de nombreux équipements sont conçus pour pouvoir être remplacés par un astronaute, malgré le handicap de la combinaison spatiale rigide et des gants épais : ils sont accessibles derrière des panneaux qui peuvent être démontés avec un seul outil et ils se présentent sous la forme de boîtes aux interconnexions peu nombreuses et faciles à manipuler. Les panneaux solaires peuvent être enroulés et démontés pour être remplacés. La longue phase de développement a permis de mettre au point les outils et les procédures permettant les opérations de maintenance dans l'espace. L'astronaute Bruce McCandless en particulier y a consacré pratiquement vingt années de sa carrière, en réalisant des répétitions sur une maquette du télescope spatial placée dans la piscine du Neutral Buoyancy Simulator (en), simulant l'apesanteur.

Construction du miroir principal
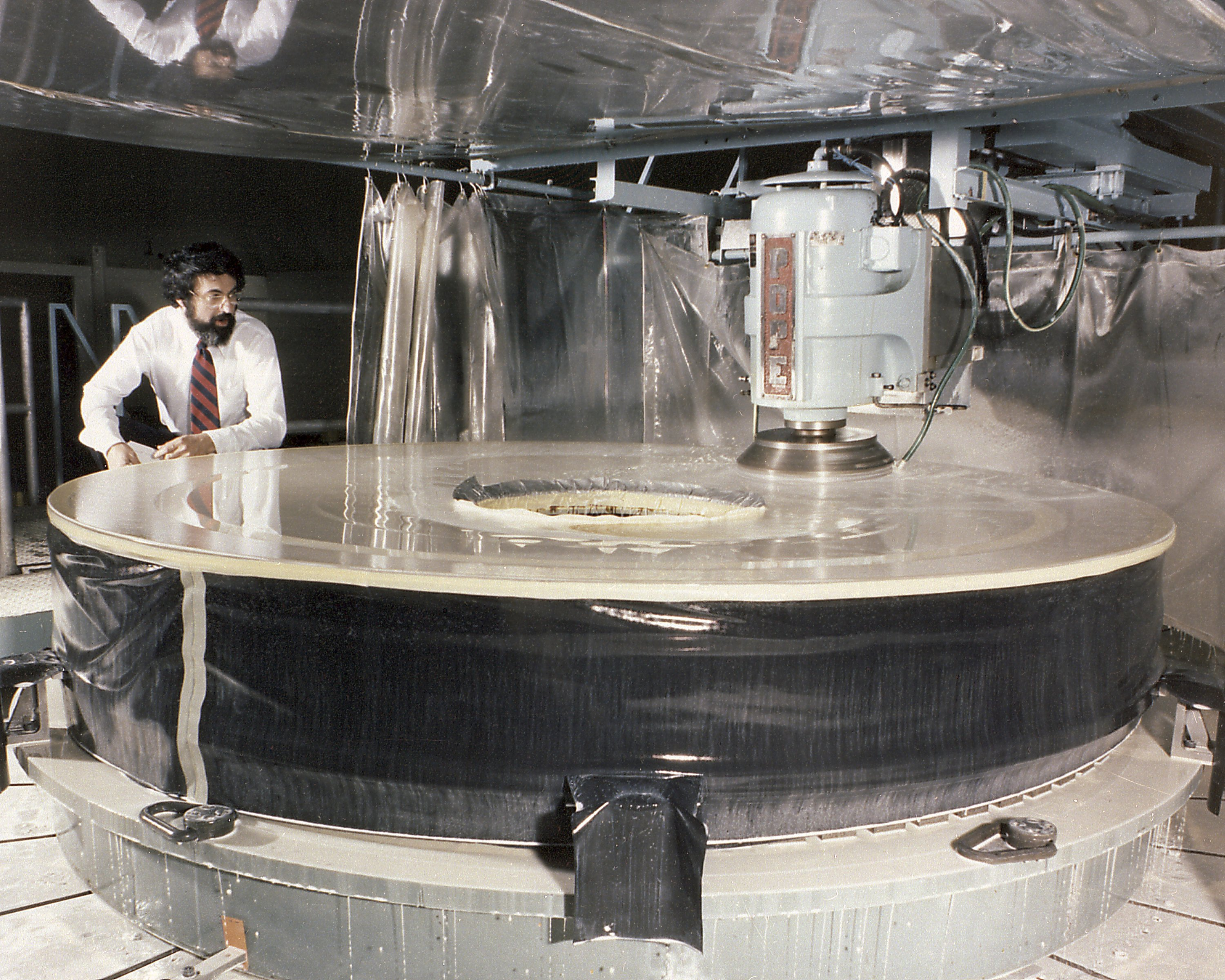
Polissage du miroir principal de Hubble.
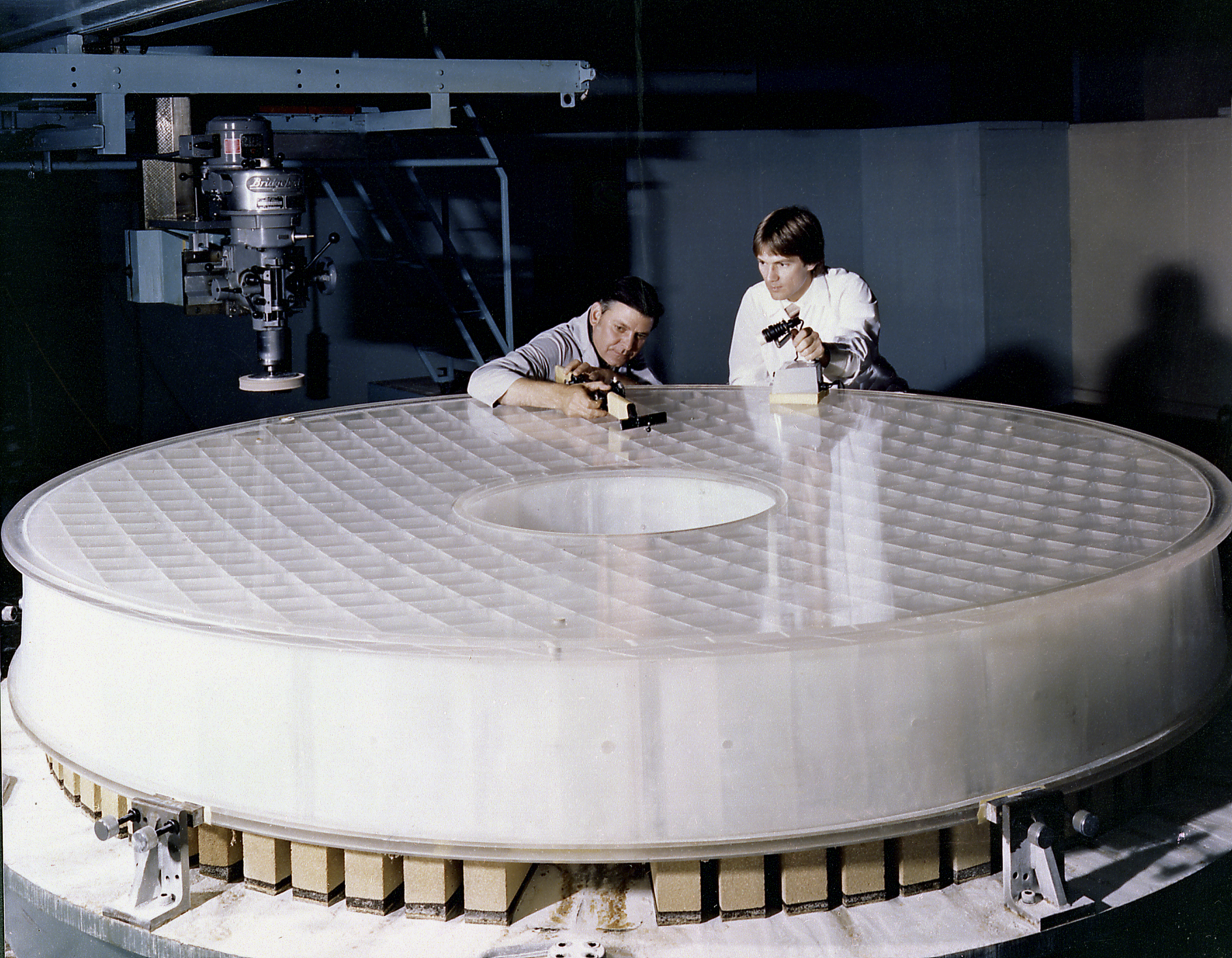
Les ingénieurs de Perkin-Elmer inspectent la surface du miroir principal.
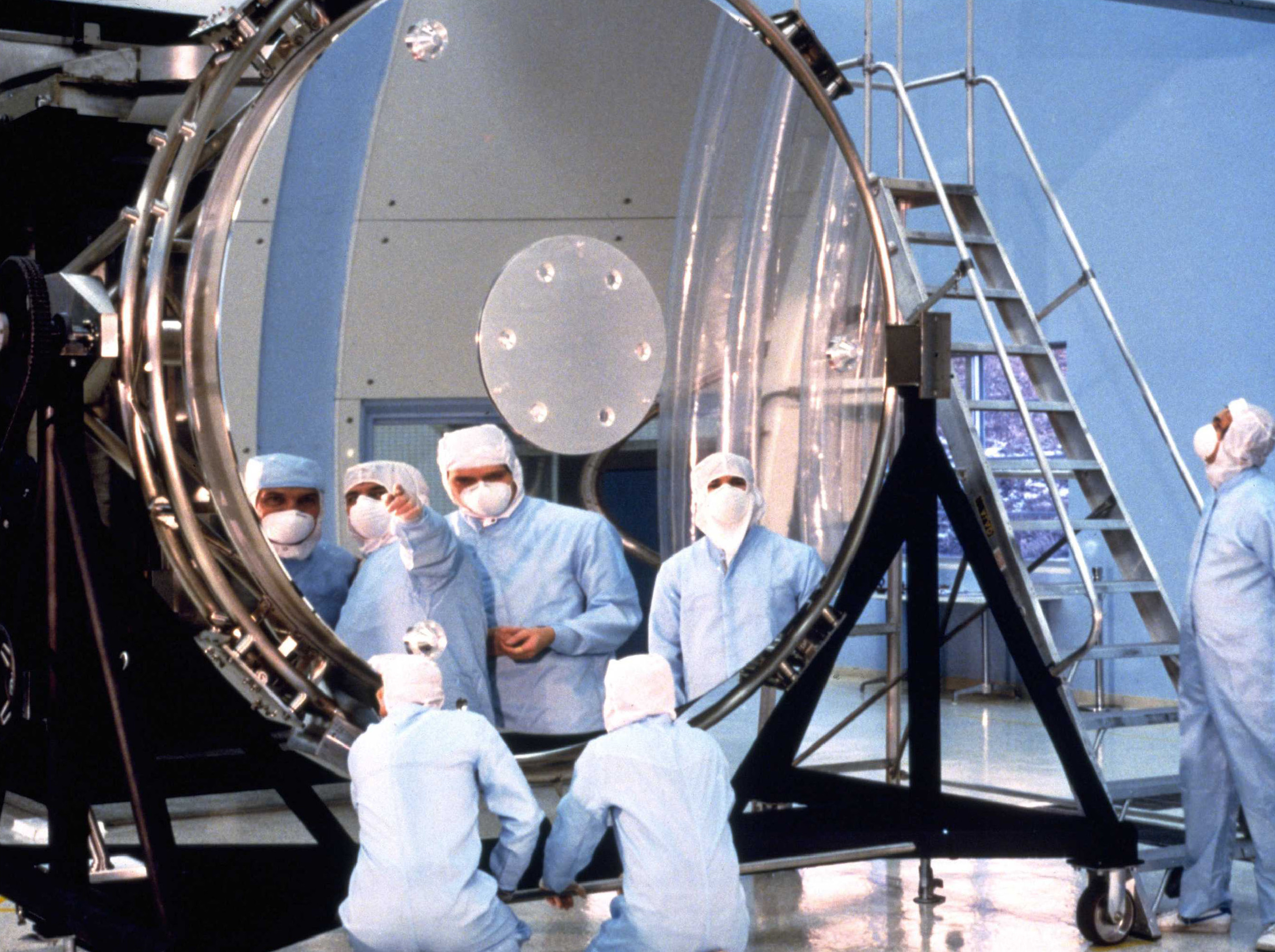
Inspection finale du miroir principal.

### La construction du télescopeHubble

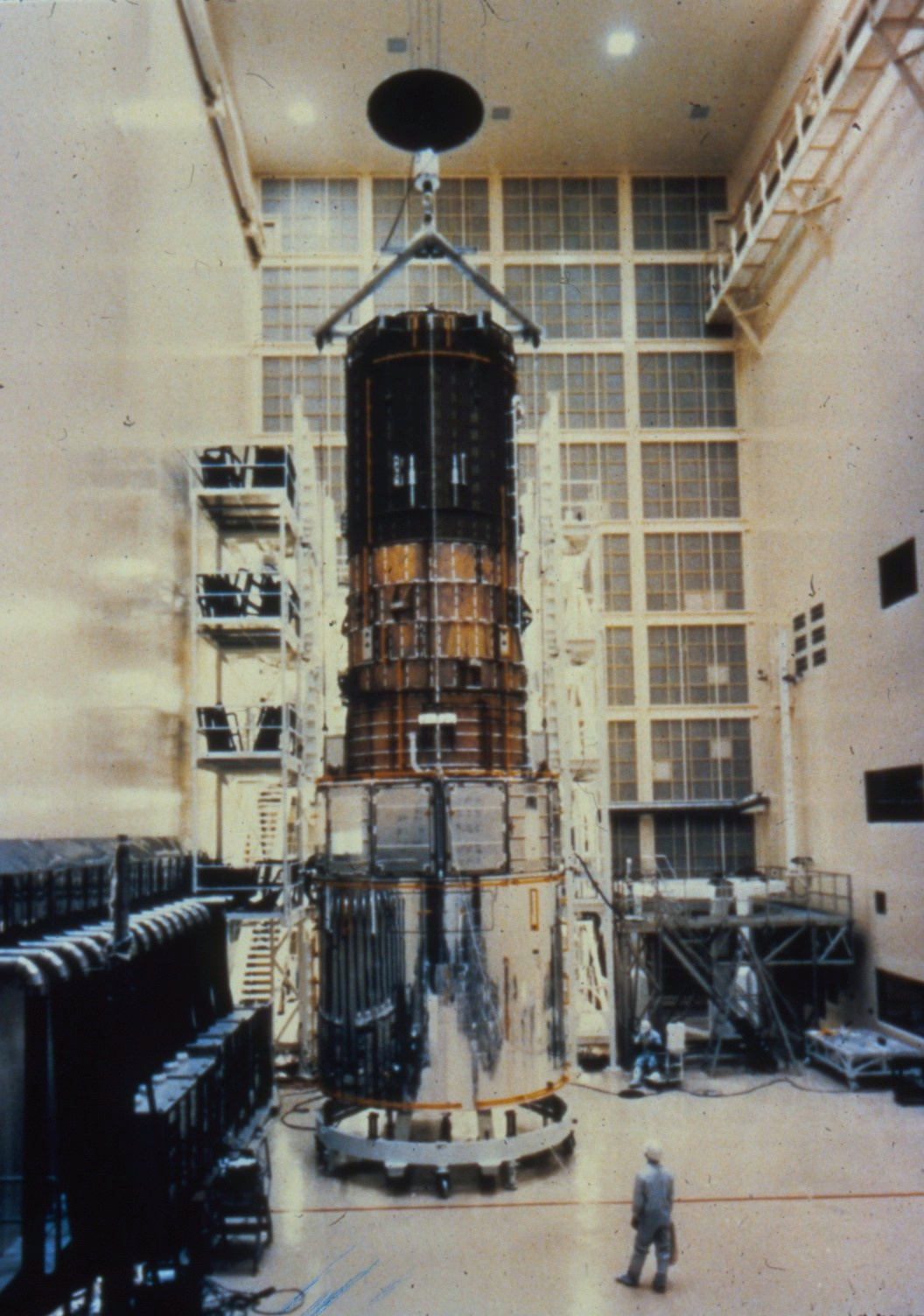
Dernière phase d'assemblage du télescope Hubble chez le constructeur Lockheed, en 1985.

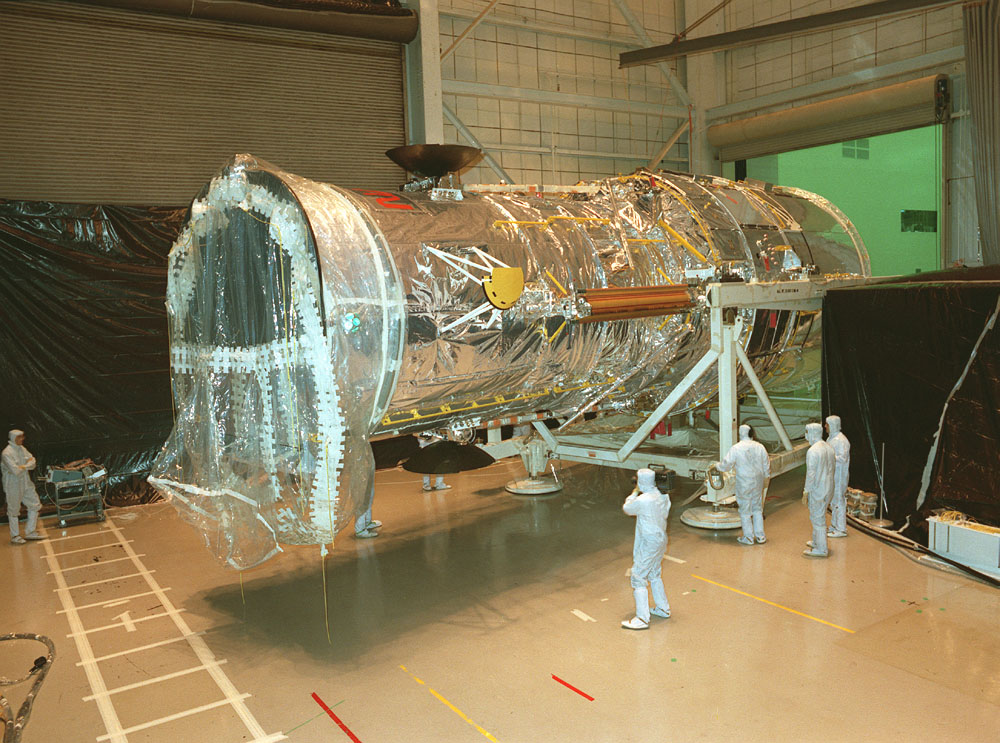
Le télescope spatial, peu avant son expédition au centre spatial Kennedy pour son lancement.

Plusieurs centres de la NASA et industriels sont impliqués dans la réalisation du télescope spatial. Le centre de vol spatial Marshall, qui souffre de la baisse de son plan de charge depuis l'arrêt du programme Apollo, est un ardent promoteur du projet et parvient à convaincre la direction de la NASA d'être désigné comme responsable de la conception, du développement et de la construction du télescope. Au lancement du projet, le Centre de vol spatial Goddard dispose d'une grande expérience dans le domaine de l'astronomie spatiale, mais ses ressources humaines relativement limitées sont accaparées par d'autres objectifs. Lorsque le projet se concrétise, la direction de la NASA lui confie la réalisation des instruments ainsi que l'hébergement du centre de contrôle du télescope. Cette division des tâches suscite de nombreux conflits entre les deux centres spatiaux,. Les principaux industriels impliqués sont Perkin-Elmer, qui réalise la partie optique, et Lockheed, chargé de la fabrication du télescope dans sa globalité et de l'intégration de l'optique. Les deux sociétés disposent dans le domaine d'une grande expérience, qui a été acquise en développant les satellites de reconnaissance optique KH-9.
Mais la réalisation de la partie optique du télescope spatial rencontre de graves difficultés. Le cahier des charges prévoit que le miroir primaire soit poli avec une précision inégalée de 10 nanomètres. Son polissage débute en 1979, à partir d'une lentille de verre brut réalisée par Corning. En 1981, les surcoûts et les retards s'accumulent et la NASA décide, pour limiter les dépenses, d'arrêter le développement du miroir primaire de rechange confié aux sociétés Kodak et Itek (en). Le polissage s'achève fin 1981, mais Perkin-Elmer continue d'accumuler les retards dans la réalisation des autres composants optiques. Les développements confiés à Lockheed, ainsi que la fabrication des instruments, se heurtent aux mêmes problèmes de dépassement en charge et en délai. En 1983, après une série d'audits poussés qui mettent en évidence la sous-évaluation initiale du projet, la direction de la NASA augmente fortement les effectifs du centre Marshall affectés au télescope spatial. Le Congrès, de son côté, accepte de porter les fonds totaux consacrés au projet à 1,175 milliards US$ contre 475 millions US$ en 1977. L'injection de fonds est utilisée notamment pour limiter les risques : le nombre de composants qui peuvent être remplacés en orbite (Orbital replacement unit, ou ORU) qui de 120 avait chuté à 20 pour faire face aux surcoûts, repasse à 49 ; des pièces de rechange sont systématiquement réalisées et les phases de test sont allongées. En octobre 1983, le télescope spatial est renommé « Edwin P. Hubble Space Telescope », en l'honneur d'un des astronomes américains les plus célèbres. Le développement du télescope rencontre encore d'importantes difficultés durant l'intégration finale de tous les composants par Lockheed. La destruction de la navette Challenger en janvier 1986, qui cloue les navettes au sol, donne un répit salutaire aux équipes travaillant sur le télescope, qui devait être lancé en juin de la même année. De nombreuses mises au point et corrections mineures sont effectuées dans les locaux de Lockheed à Sunnyvale (Californie), jusqu'au lancement qui a finalement lieu en 1990. Entre-temps, le coût du projet atteint 2 milliards US$, faisant du télescope Hubble l'instrument scientifique le plus coûteux jamais réalisé à l'époque,.

## Vie opérationnelle et maintenance par les missions de la navette spatiale
Il était prévu initialement que le télescope Hubble ait une durée de vie de quinze ans et que la navette spatiale effectue une mission de maintenance tous les deux ans et demi, en ramenant si nécessaire le télescope sur Terre pour des travaux plus importants. L'élévation du coût et des risques associés aux missions de la navette spatiale vont bouleverser ces plans. Cinq opérations de maintenance ont été effectuées : en 1993, 1997, 1999, 2002 et 2009. Depuis le retrait de la navette spatiale, devenu effectif en 2011, plus aucune opération de maintenance n'est possible car aucun vaisseau spatial existant ou en développement ne dispose des capacités nécessaires (capacité d'emport de pièces de rechange, autonomie, bras télécommandé) pour effectuer ce travail à l'altitude relativement élevée sur laquelle circule le télescope spatial. Au cours de chacune des opérations de maintenance, plusieurs types de travaux sont réalisés dans le cadre de longues sorties extravéhiculaires :
- réparations d'équipements ou d'instruments défaillants ;
- remplacement d'équipements défaillants, obsolètes ou arrivés en fin de vie (batteries, panneaux solaires photovoltaïques, ordinateur embarqué, mémoire de masse) ;
- changement des instruments.

De plus, en raison du freinage atmosphérique, le télescope perd lentement de l'altitude (et gagne de la vitesse). On profite donc de chacune de ces visites d'entretien pour replacer le télescope à une orbite plus haute à l'aide de la navette.
L'altitude de l'orbite de Hubble a varié au cours du temps et des missions de maintenance de 515 km à 618 km (mission STS-31).

### Le lancement du télescope spatial (1990)

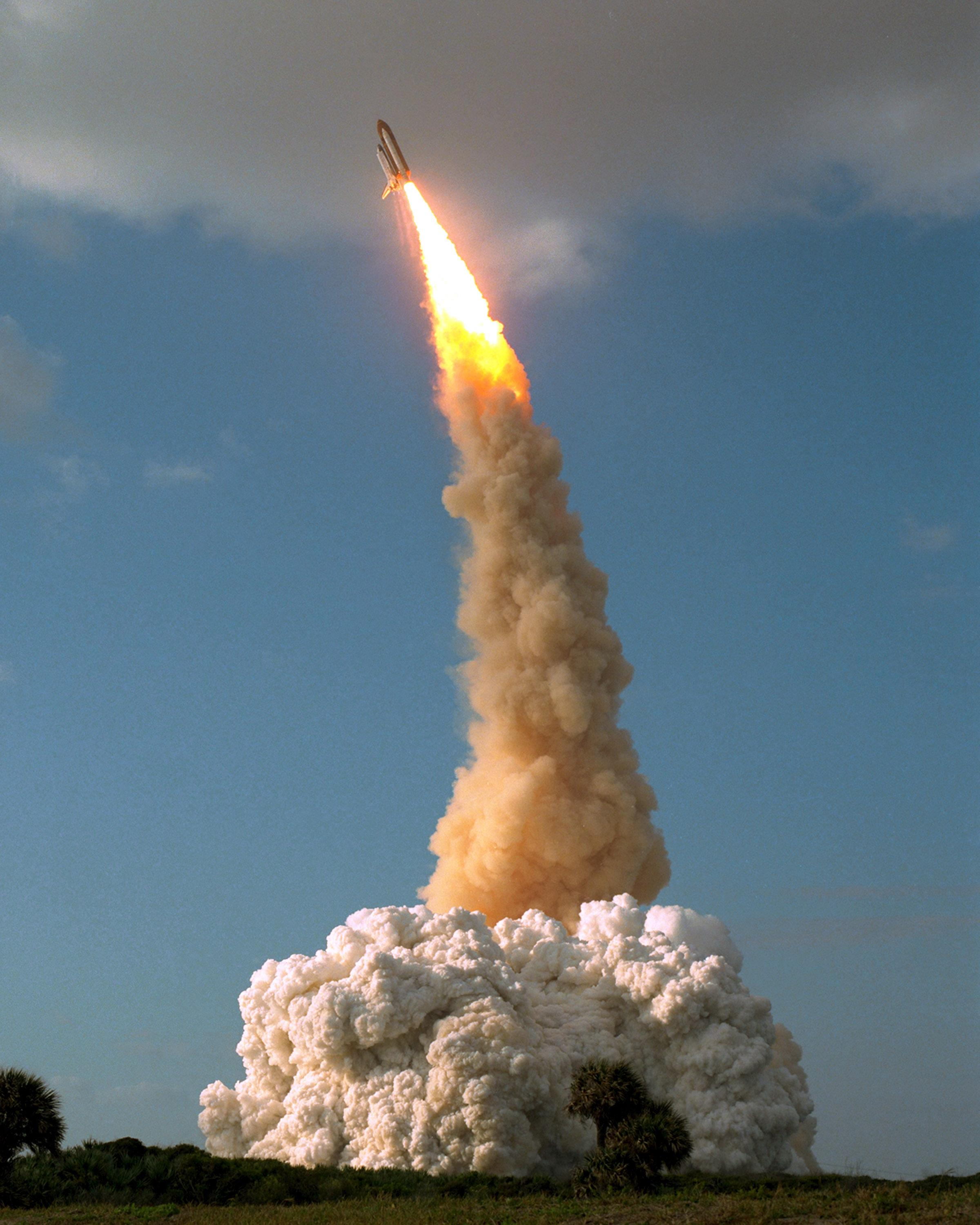
La navette Discovery, avec le télescope spatial Hubble dans sa soute, décolle du Centre spatial Kennedy le 24 avril 1990.

Le télescope est lancé le 24 avril 1990 par la mission STS-31 de la navette spatiale Discovery. Une fois celle-ci placée sur l'orbite future du télescope spatial, le 25 avril, l'astronaute et astronome Steven Hawley utilise le bras télécommandé pour sortir le télescope Hubble de la soute cargo. Des commandes sont envoyées pour déclencher le déploiement des antennes et des panneaux solaires. Puis le télescope est libéré du bras et s'oriente de lui-même en utilisant ses capteurs solaires, puis une fois l'axe optique écarté de la direction du Soleil, la porte qui protège le télescope est ouverte et les premiers photons viennent frapper le miroir primaire. Le centre de contrôle au sol commence alors une longue phase de calibrage destinée à rendre le télescope opérationnel. La navette spatiale revient au sol avec un équipage confiant dans la réussite de la mission.

### Découverte de l'aberration optique et mise au point d'un dispositif correcteur

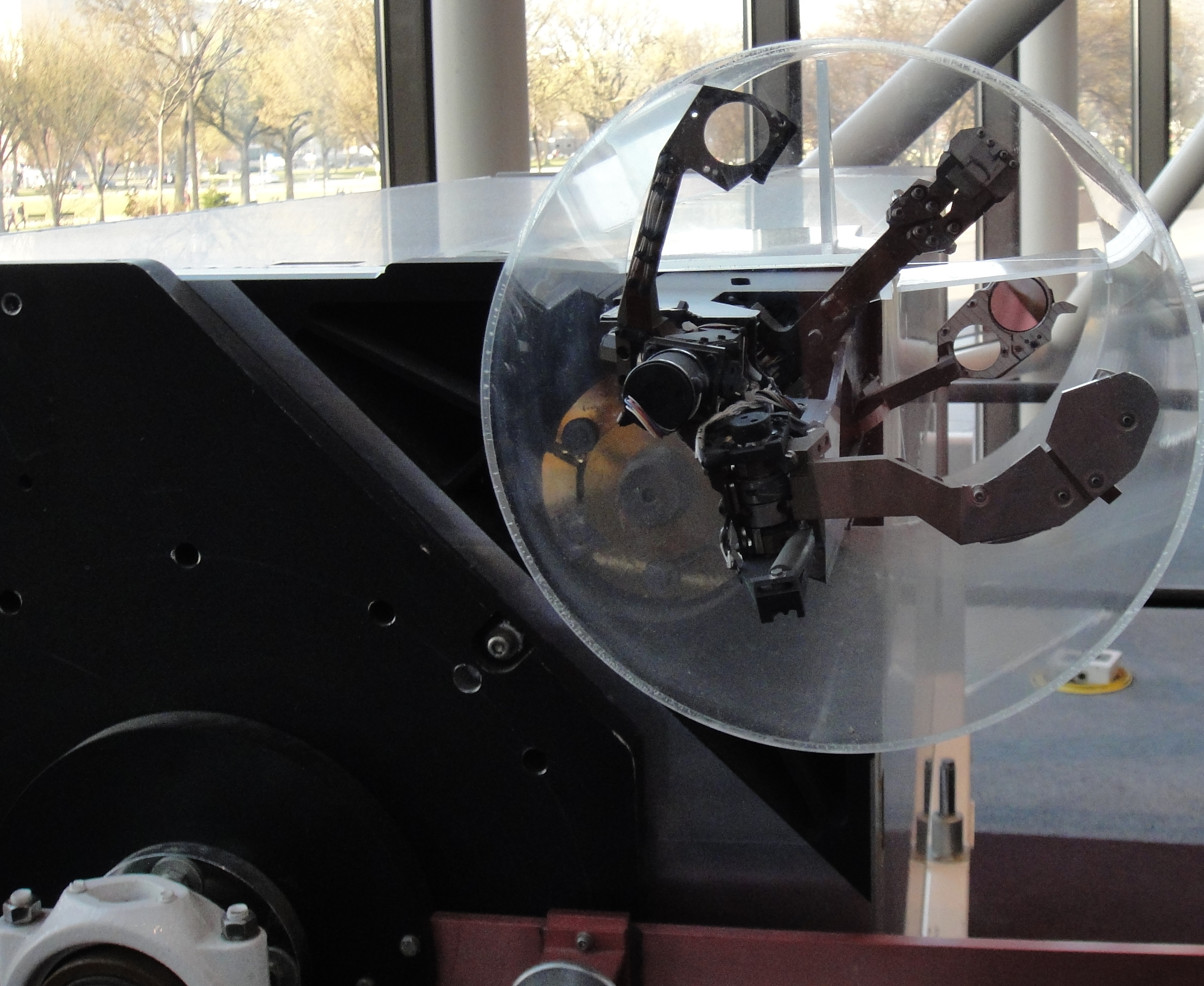
Une partie de l'optique du mécanisme correcteur de COSTAR, exposé au National Air And Space Museum..

Dès les premiers jours qui suivent le lancement, des problèmes, qui dans un premier temps semblent mineurs, viennent tempérer la joie des participants au projet. Le télescope spatial se met régulièrement en mode sauvegarde lorsque certains de ses appendices sont mis en mouvement tandis que les senseurs fins, chargés de maintenir le télescope pointé vers la partie du ciel étudiée, ne parviennent pas à se verrouiller sur la zone visée. Ces problèmes sont progressivement maîtrisés mais pas résolus lorsque, à la mi-juin, les premières images détaillées des champs d'étoiles sont produites. À la stupéfaction des scientifiques et des ingénieurs, les photos sont floues : il apparaît rapidement que l'origine du problème est une aberration sphérique, soit du miroir principal, soit du miroir secondaire, soit des deux, créée par un polissage du verre effectué selon des spécifications erronées. Personne ne comprend comment une erreur aussi grossière n'a pas été détectée durant le développement particulièrement long et coûteux du télescope spatial. Pour la NASA, c'est un revers particulièrement cinglant, après l'accident de la navette Challenger, qui met une fois de plus en cause ses méthodes de management. Avec cette anomalie, Hubble ne parvient pas à fournir de meilleures images que celles des grands télescopes terrestres. Une commission d'enquête, l'Hubble Space Telescope Optical Systems Board of Investigation, est créée le 2 juillet 1990 et détermine rapidement que le miroir primaire est trop plat à sa périphérie, de 2 microns. Il en résulte que les rayons réfléchis par le centre et la périphérie du miroir ne convergent pas au même point. À l'origine de cette géométrie erronée du miroir, se trouve un mauvais étalonnage de l'instrument de vérification de courbure utilisé par le fabricant Perkin-Elmer pour contrôler le polissage. L'anomalie de courbure a pourtant été détectée lors des tests finaux effectués avec d'autres instruments de contrôle, mais les responsables de Perkin-Elmer ont délibérément ignoré ces résultats, considérant qu'ils étaient dus aux instruments de mesure utilisés.
Certains redoutent dans un premier temps que la NASA et le Congrès renoncent à toute tentative de correction. Mais la NASA décide de tenter de restaurer les capacités du télescope spatial, dans le cadre de la première mission de maintenance assurée par la navette spatiale en 1993. Le défaut de courbure est homogène, ce qui permet de le corriger via un dispositif optique présentant la même anomalie mais inversée. Les astronomes décident de sacrifier un des cinq instruments, le HSP (High Speed Photometer), pour installer à son emplacement le dispositif correcteur baptisé COSTAR (Corrective Optics Space Telescope Axial Replacement). Celui-ci comprend deux miroirs, qui interceptent et corrigent le flux lumineux dirigé vers les instruments FOC, FOS et GHRS. Le cinquième instrument doit être remplacé par WF/PC 2 dans le cadre de la mission de 1993 et il incorpore directement des optiques correctrices. Il est décidé que les futurs instruments qui doivent progressivement remplacer les instruments d'origine comprendront également un dispositif correcteur éliminant à terme le besoin de recourir à COSTAR (celui-ci sera effectivement démonté et ramené sur Terre en 2009, et est depuis exposé au National Air And Space Museum). On décide de remplacer également les panneaux solaires, qui induisent à chaque orbite lors du passage de l'ombre de la Terre au Soleil, des oscillations qui perturbent le pointage. De 1990 à 1993, les défaillances se multiplient et la liste des réparations à réaliser par l'équipage de la navette spatiale s'allonge : deux, puis trois des gyroscopes chargés de contrôler son orientation, des problèmes d'alimentation électrique des instruments GHRS et FOC leur font perdre la moitié de leur capacité, deux des mémoires de masse de l'ordinateur embarqué cessent de fonctionner. Au milieu de l'année 1993, la NASA connaît plusieurs échecs cuisants qui accroissent la pression sur la mission de réparation à venir : la défaillance peu après son lancement du satellite météorologique NOAA-13, la sonde spatiale jovienne Galileo incapable de déployer son antenne grand gain, la perte totale de la sonde spatiale Mars Observer en septembre et la défaillance du moteur d'apogée de Landsat-6 (en) en octobre.

### La mission de sauvetageSTS-61(1993)
Les astronautes de la première mission d'entretien (STS-61) se sont longuement entraînés pour leur intervention sur le télescope spatial. Toutes les réparations ne pourront peut-être pas être effectuées et des objectifs prioritaires ont été fixés : dans l'ordre, l'installation de nouveaux panneaux solaires fournis par l'ESA, le remplacement de deux gyroscopes, l'installation de la caméra à champ large WF/PC-II et de l'instrument COSTAR (en). Le 2 décembre, avec un jour de retard sur le planning, la navette spatiale Endeavour décolle et, deux jours plus tard, Claude Nicollier parvient à saisir le télescope à l'aide du bras télécommandé de la navette spatiale et à le ramener dans la soute cargo de celle-ci pour commencer les travaux de maintenance. Jeffrey A. Hoffman et F. Story Musgrave enchaînent des sorties extravéhiculaires d'une durée de six à huit heures durant cinq jours consécutifs. Tous les objectifs fixés à la mission sont remplis et, un mois plus tard, au vu des résultats produits, le responsable scientifique du programme déclare publiquement que la réparation du télescope spatial permet de tenir les objectifs les plus ambitieux qui avaient été fixés au projet. En mai 1994, des astronomes annoncent que des observations effectuées à l'aide de l'instrument ont permis pour la première fois d'établir de manière quasi certaine l'existence de trous noirs au centre de la galaxie voisine M87. À la mi-juillet, le télescope est utilisé pour observer la chute des débris de la comète Shoemaker-Levy 9 sur Jupiter. À la fin de l'année, les conclusions d'inventaires systématiques d'étoiles pouvant constituer la masse manquante de l'univers se concluent par un échec confirmant la théorie de la matière noire.

Maintenance en orbite : la mission de sauvetage de 1993
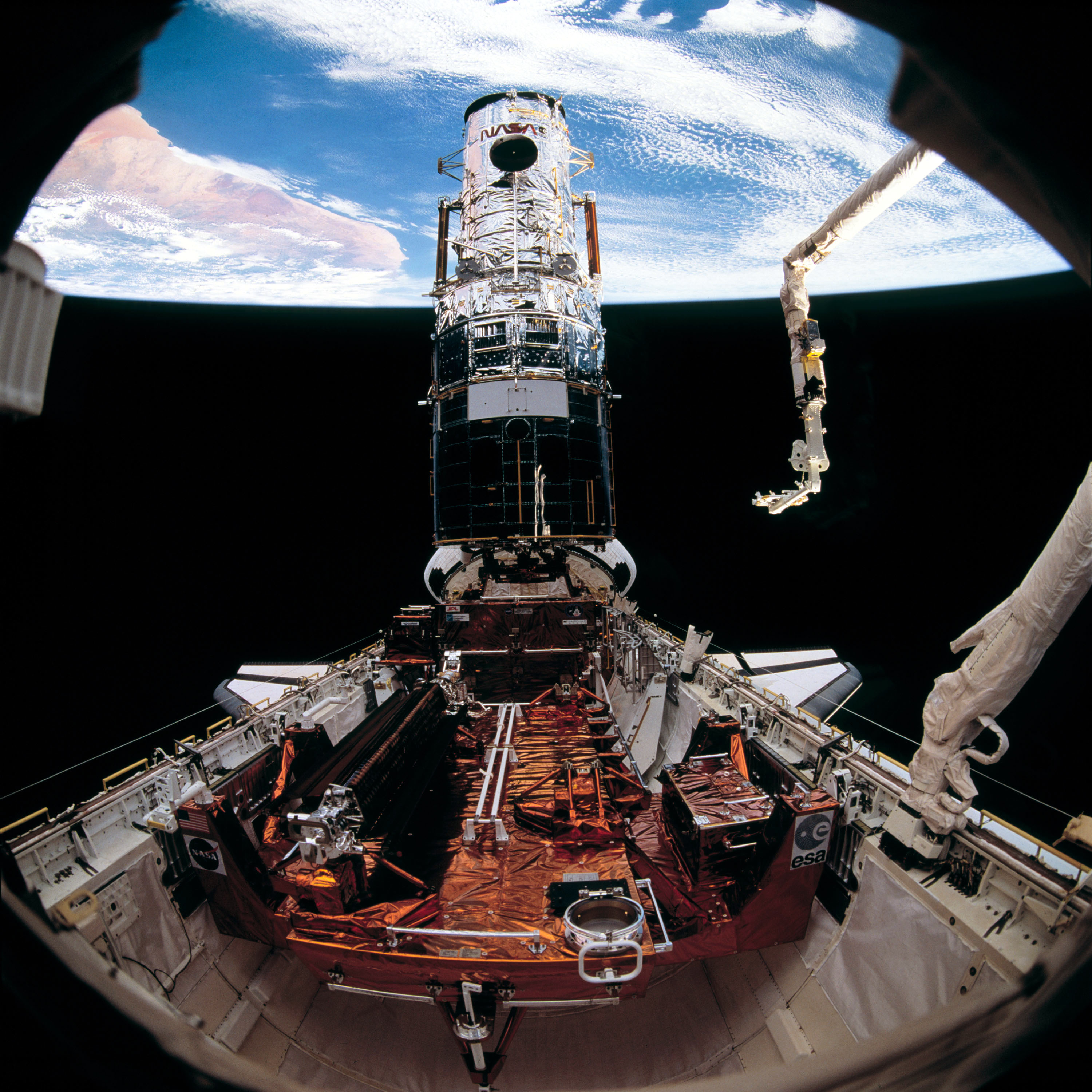
Le télescope spatial après sa capture, durant la mission STS-61.
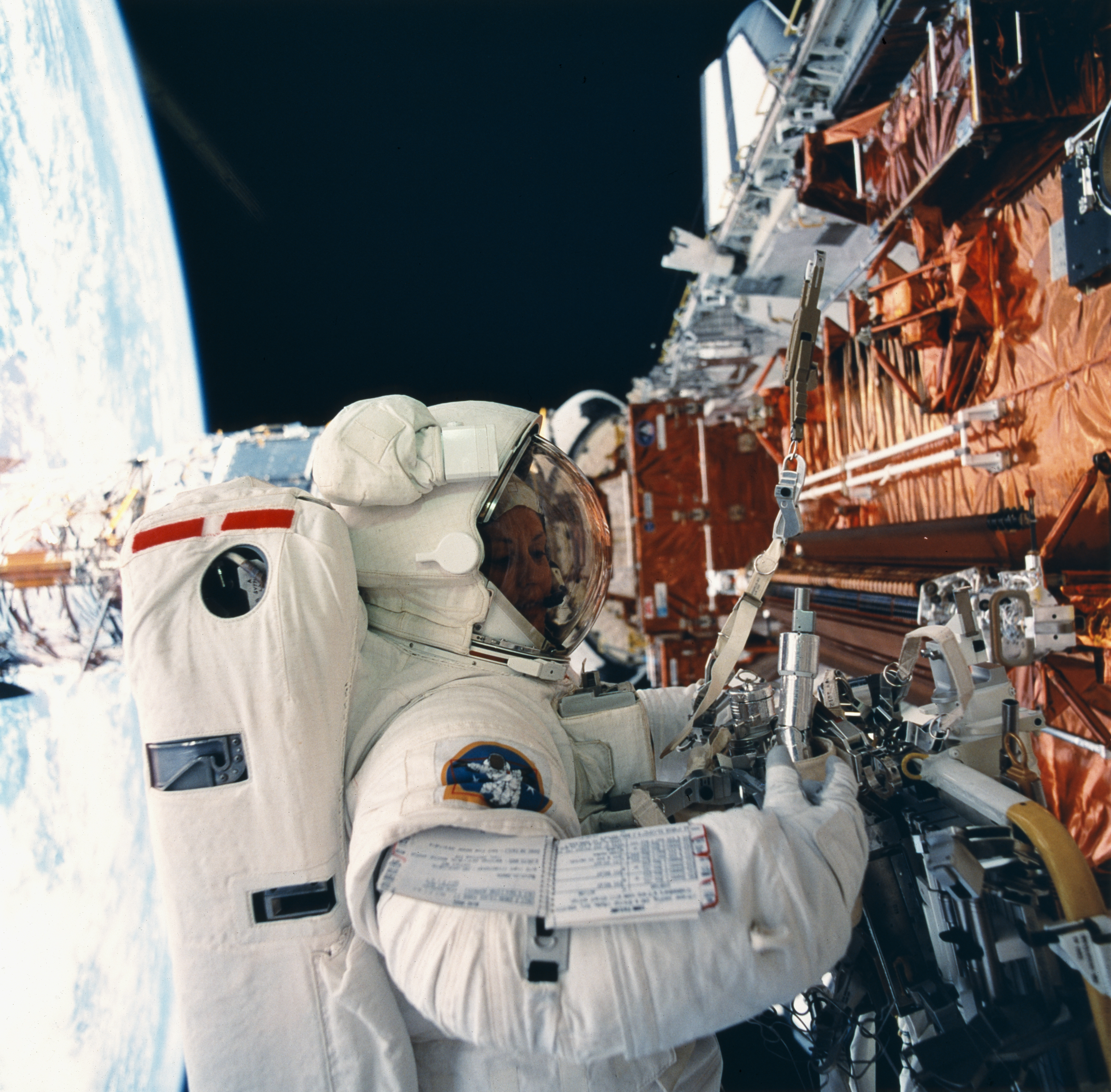
Remplacement des panneaux solaires par Kathryn Thornton.
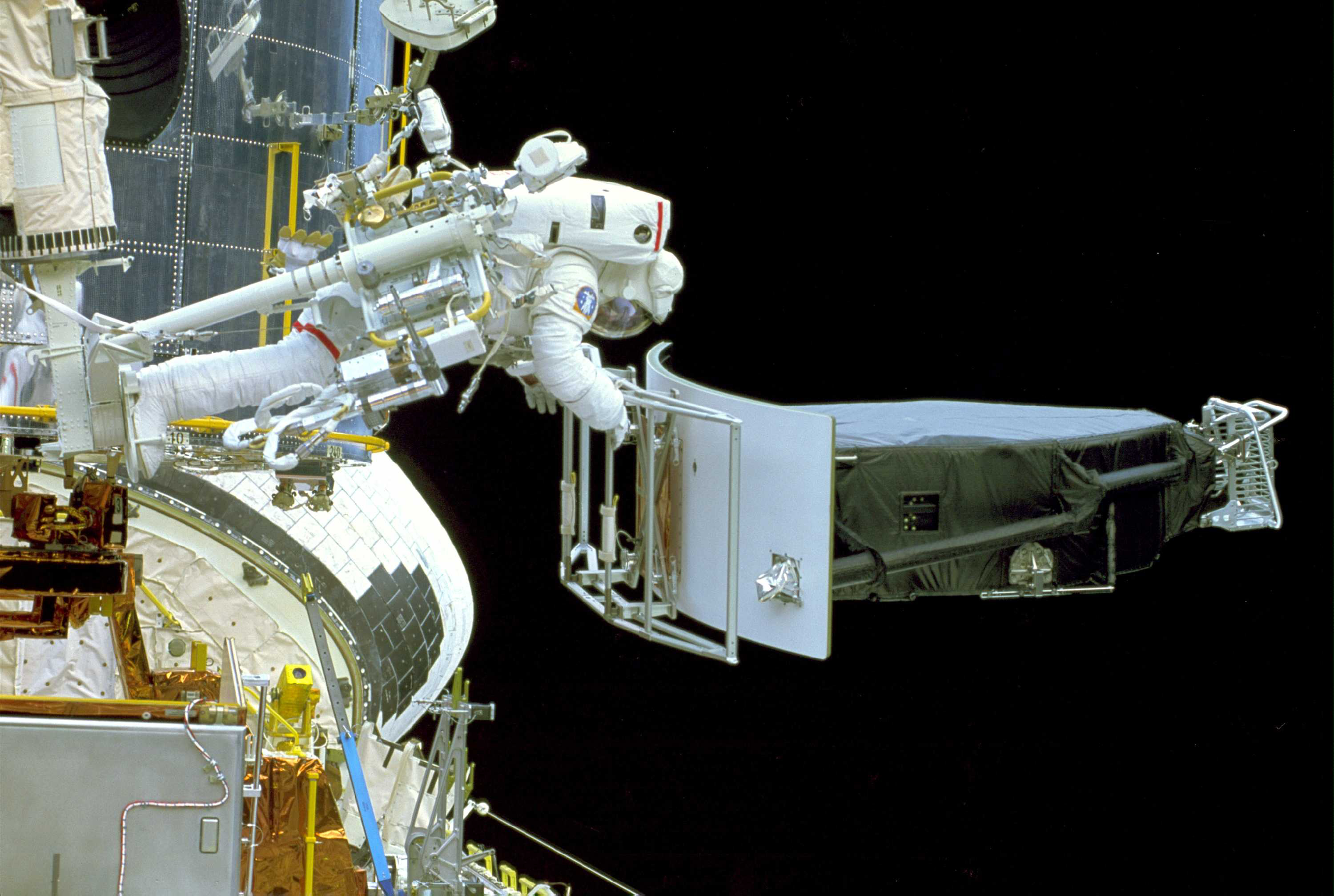
Jeffrey Hoffman manipule l'instrument WF/PC1, qui vient d'être retiré du télescope spatial Hubble.

### STS-82(1997)
La deuxième mission d'entretien du télescope spatial, STS-82, en février 1997, remplace le spectrographe haute résolution et le spectrographe pour objets faibles par un nouveau spectrographe (STIS), capable d'examiner les objets célestes avec une extrême finesse. L'on ajoute aussi une nouvelle caméra infrarouge couplée à un spectrographe multi-objets (Near Infrared Camera / Multi-Object Spectrograph, NICMOS), pour observer les galaxies très lointaines. L'équipage améliore aussi le système de navigation de Hubble en installant un senseur de guidage et des volants d'inertie refaits à neuf. On le dote par ailleurs d'un nouveau disque dur, capable de stocker dix fois plus de données que l'ancien.

### STS-103(1999)

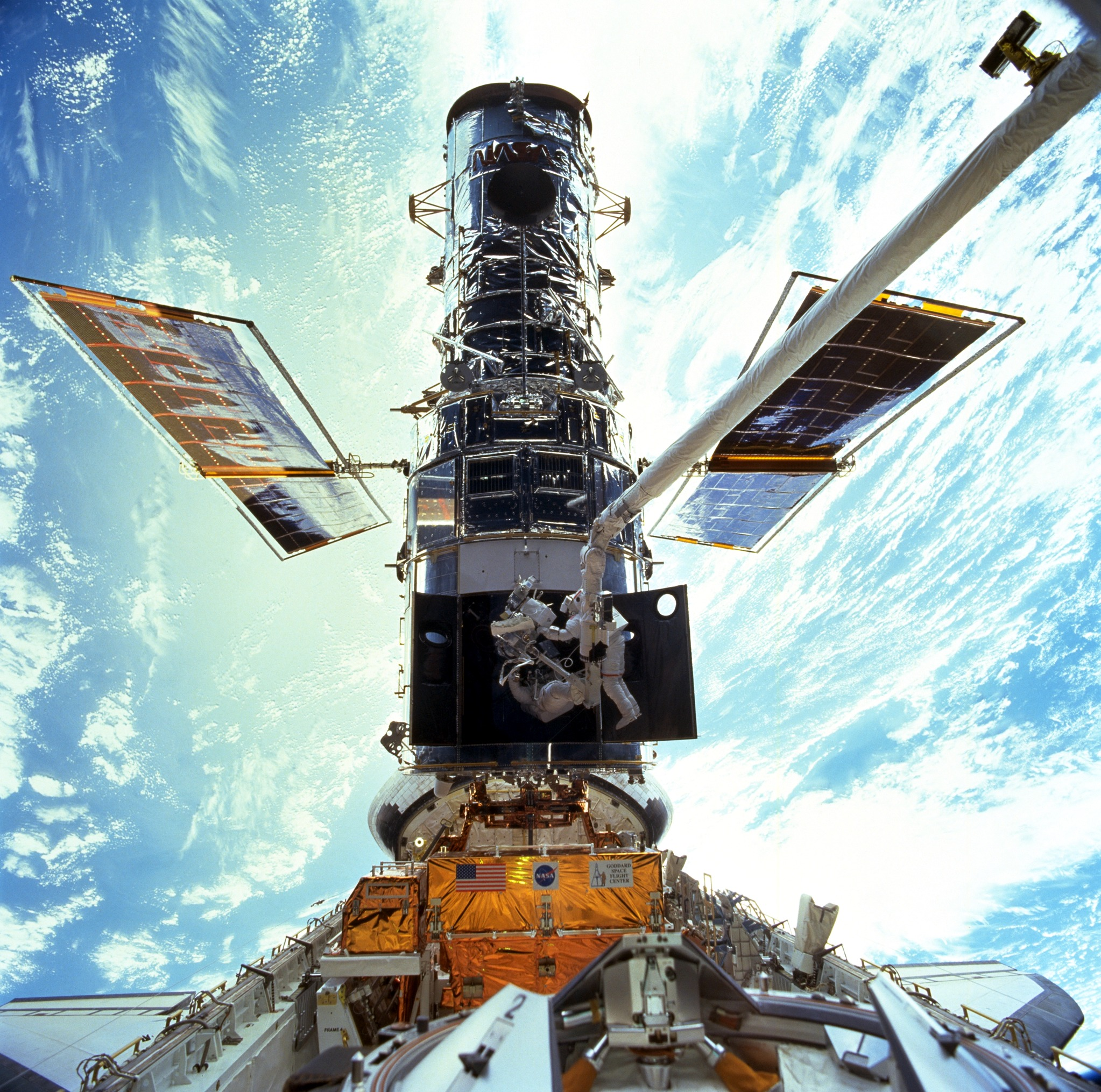
Remplacement des gyroscopes lors d'une Activité Extra Véhiculaire (EVA).

La troisième mission d'entretien du télescope était planifiée pour juin 2000, mais la défaillance successive de trois des six gyroscopes chargés d'orienter le télescope amène la NASA à modifier ses plans. La mission prévue est dédoublée avec une première mission SM3A, planifiée pour décembre 1999. Le 13 novembre 1999, un quatrième gyroscope tombe en panne et l'agence spatiale est obligée d'arrêter les observations car le télescope ne peut pas fonctionner avec moins de trois gyroscopes en état de marche. La mission de sauvetage STS-103 est finalement lancée à la date prévue. Au cours de trois sorties extravéhiculaires, les gyroscopes défaillants sont remplacés, ainsi que l'ordinateur de bord. Le nouveau microprocesseur de type 486 est vingt fois plus rapide que son prédécesseur et bénéficie d'une mémoire six fois plus importante. Une nouvelle mémoire de masse à semi-conducteurs vient remplacer un système à bande magnétique. Enfin, les astronautes remplacent un émetteur en bande S et certaines parties du revêtement de protection thermique.

### STS-109(2002)
La mission d'entretien SM3B (STS-109), en mars 2002, constitue la deuxième partie de la mission SM3, prévue initialement en juin 2000. Son objectif principal est l'installation de l'instrument de troisième génération ACS (Advanced Camera for Surveys) à la place de FOC (Faint Object Camera), qui doit démultiplier les performances du télescope. ACS comprend trois sous-instruments, chacun consacré à un domaine d'intervention : observation des galaxies les plus anciennes, images détaillées du centre des galaxies, et un instrument fonctionnant dans l'ultraviolet pour l'observation, par exemple, des phénomènes météorologiques ou magnétiques sur d'autres planètes. La mission est également l'occasion de remplacer d'autres composants, :
- le système de contrôle d'énergie — son remplacement est particulièrement difficile car il n'avait pas été conçu pour être remplacé en orbite et demandait aussi un arrêt total du télescope pour la première fois depuis sa mise en opération ;
- les panneaux solaires sont remplacés pour la troisième fois — les nouveaux panneaux, basés sur ceux des satellites de télécommunications Iridium, ont seulement les deux-tiers de la taille des anciens panneaux, ce qui permet de réduire le freinage atmosphérique, tout en fournissant 30 % de puissance en plus, cette puissance additionnelle permettra à tous les instruments à bord de Hubble de fonctionner simultanément ;
- le système de refroidissement de la caméra infrarouge NICMOS, tombé en panne en 1999, redonne au télescope la capacité d'observer dans l'infrarouge ;
- une des quatre roues de réaction ;
- le revêtement thermique, remplacé à plusieurs endroits.

### STS-125(2009)
À la suite de la décision de retirer rapidement les navettes spatiales du service, l'Agence spatiale canadienne (ASC/CSA) propose d'envoyer un robot afin d'entretenir le télescope Hubble. Début 2005, cette option est annulée, la NASA décidant qu'elle effectuerait une ultime mission d'entretien. Cette mission, désignée STS-125, devait être lancée le 10 octobre 2008 avec la navette spatiale Atlantis. Toutefois, une panne majeure du système permettant le traitement et la transmission des données acquises par le télescope — dont le système de sauvegarde, qui fonctionne encore — provoque un décalage de la mission pour le remplacer. La navette a donc décollé le 11 mai 2009,. Cette dernière mission (STS-125) est réalisée par la navette spatiale à la suite de l'approbation de l'administrateur de la NASA Michael Griffin. La mise à niveau a consisté à installer deux nouveaux instruments scientifiques : le spectrographe des origines cosmiques (COS) et la troisième caméra à grand champ (WFC-3). La mission aura finalement duré treize jours.

Maintenance en orbite : la mission de 2009
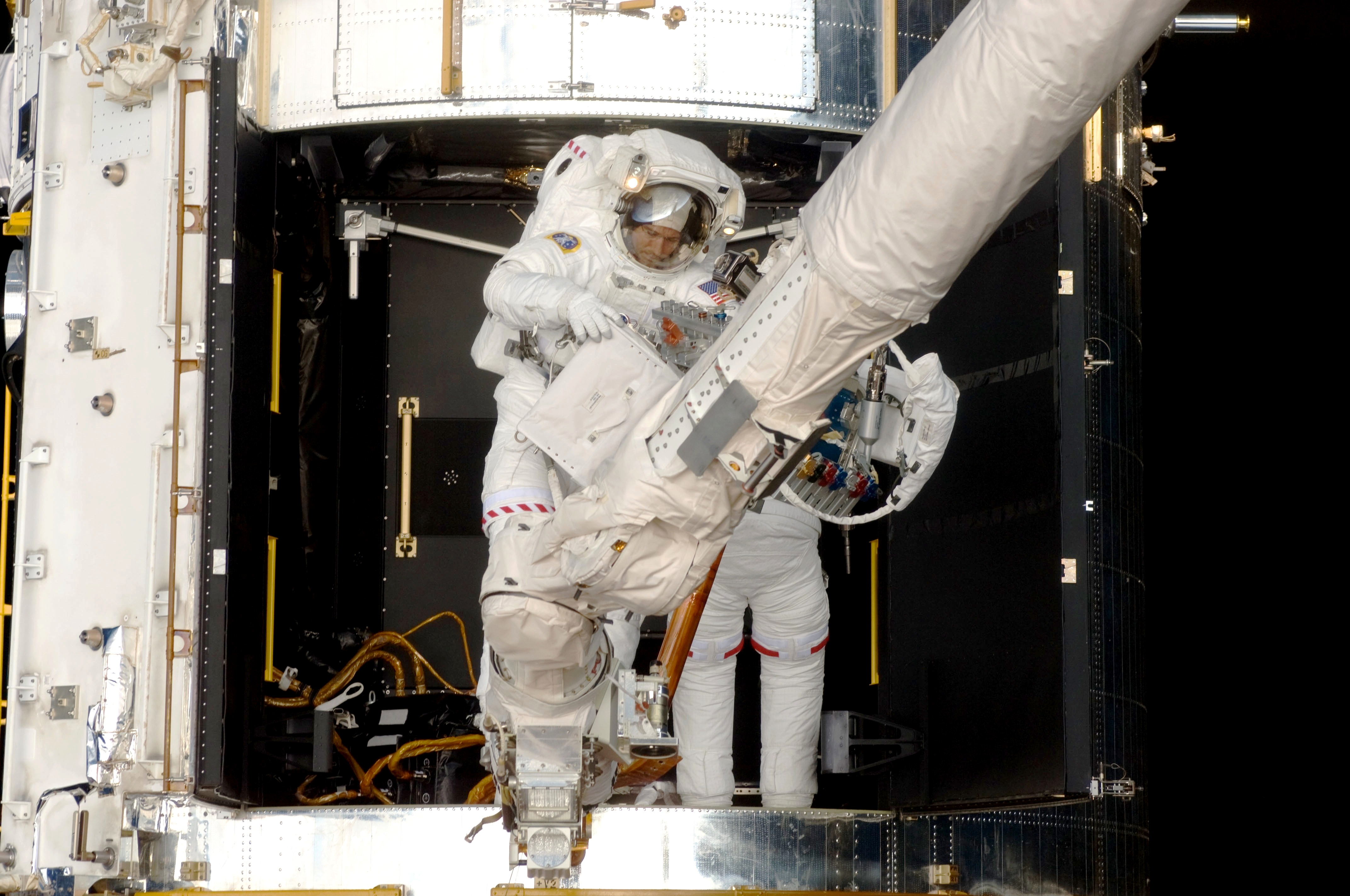
Michael T. Good et Michael J. Massimino réparent l'instrument STIS durant la mission STS-125 (2009).
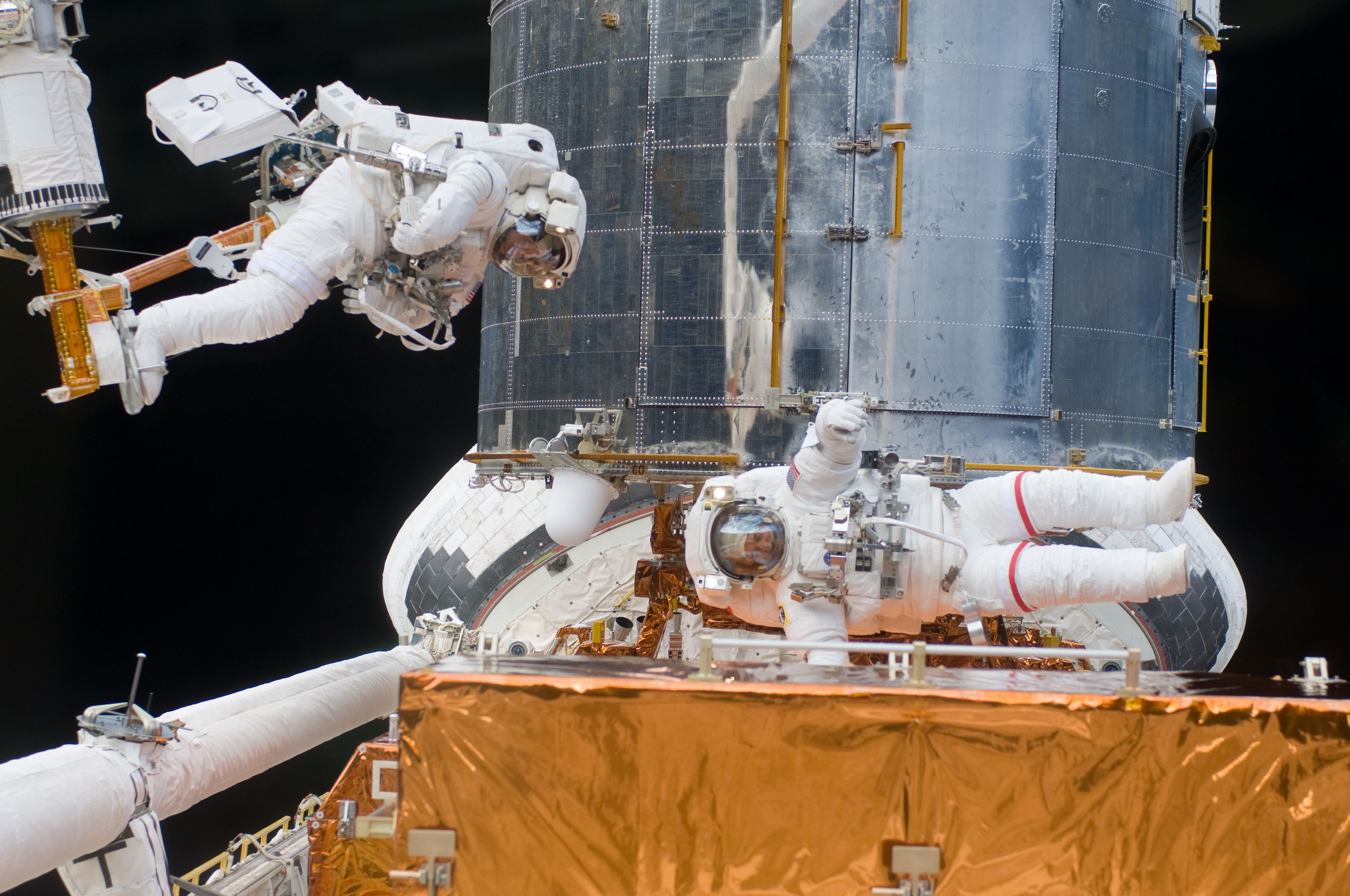
Mise en place de l'instrument COS durant la mission STS-125.
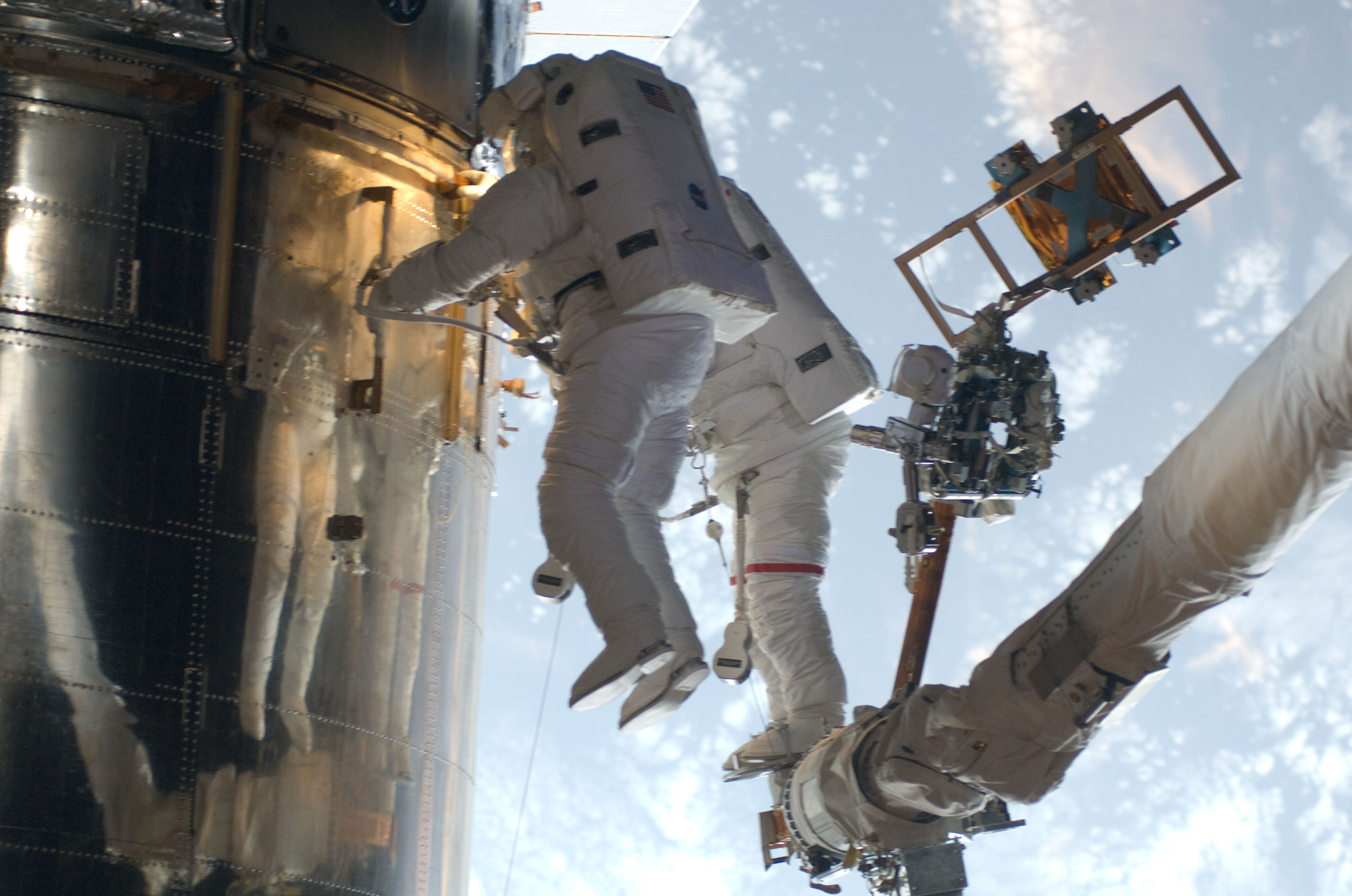
Derniers travaux de maintenance durant la mission STS-125.
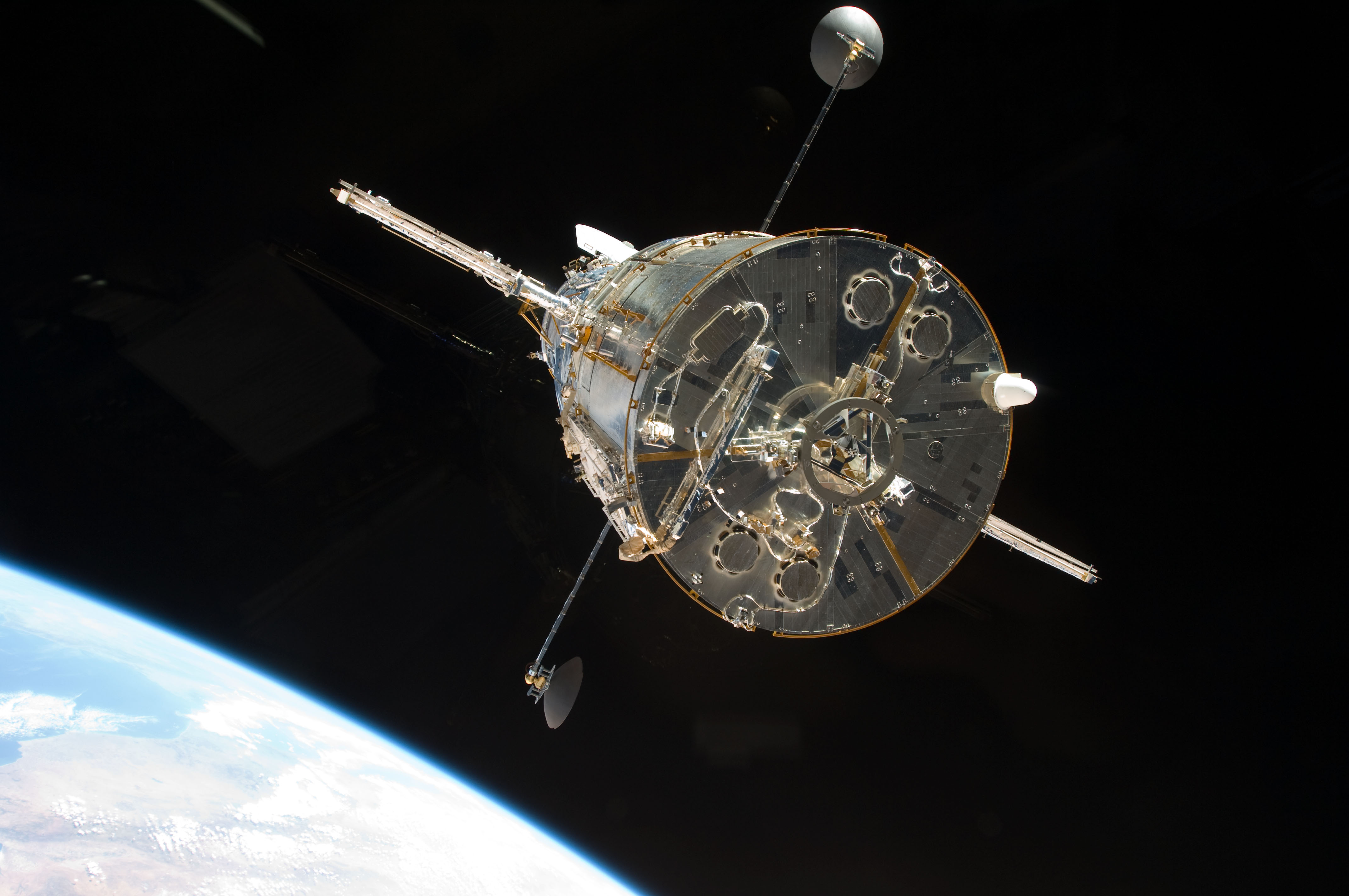
Vue arrière du télescope Hubble, qui vient d'être libéré par les astronautes de la mission STS-125.

### Synthèse des missions de maintenance et de mise à jour du télescope
|                                   | Mise en orbite   | SM 1             | SM 2             | SM 3A             | SM 3B                        | SM 4             |
| --------------------------------- | ---------------- | ---------------- | ---------------- | ----------------- | ---------------------------- | ---------------- |
| Date                              | Avril 1990       | Décembre 1993    | Février 1997     | Décembre 1999     | Mars 2002                    | Mai 2009         |
| Mission de la navette             | STS-31 Discovery | STS-61 Endeavour | STS-82 Discovery | STS-103 Discovery | STS-109 Columbia             | STS-125 Atlantis |
| Altitude Rehaussement             | 618 km           | 590 km +8 km     | 596 km +15 km    | 603 km            | 577 km +6 km                 | 567 km           |
| Instrument 1                      | WF/PC            | WFPC2            |                  |                   |                              | WFC3             |
| Instrument 2                      | GHRS             |                  | STIS             |                   |                              | STIS (R)         |
| Instrument 3 (position axiale)    | HSP              | COSTAR           |                  |                   |                              | COS              |
| Instrument 4                      | FOC              |                  |                  |                   | ACS                          | ACS (R)          |
| Instrument 5                      | FOS              |                  | NICMOS           |                   | NICMOS (système réfrigérant) |                  |
| Gyroscope                         | 6                | 4 (R)            | 2 (R)            | 6 (R)             | 2 (R)                        | 6 (R)            |
| panneaux solaires photovoltaïques | SA1              | SA2              |                  |                   | SA3                          |                  |

### Observations programmées et fin de vie

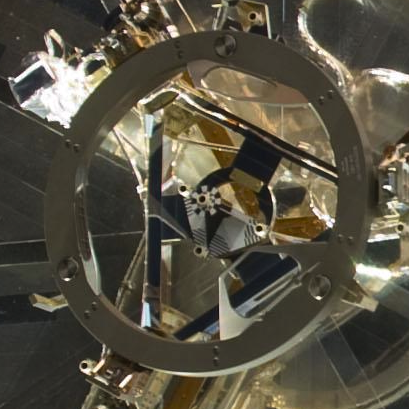
Le système d'amarrage installé sur l'arrière du télescope par l'équipage de STS-125.

La dernière mission de maintenance, en 2009, a permis de remettre à neuf le télescope Hubble. À la mi-2013, les capacités du télescope, dont de nombreux composants ont pourtant 25 à 30 ans d'existence, sont pratiquement intactes et le responsable du programme à la NASA estime que le télescope pourra sans doute fonctionner jusqu'à la fin de la décennie, permettant de mener des observations en parallèle avec le JWST, qui a été lancé le 25 décembre 2021. Malgré l'apparition de télescopes terrestres de plus en plus puissants (le VLT par exemple), Hubble est toujours aussi prisé par la communauté des astronomes : 180 à 200 demandes d'observation peuvent être honorées chaque année, sur un total de 1 100 requêtes (représentant 3 000 à 3 500 orbites sur les 20 000 orbites annuelles). Trois projets d'observation de longue durée sont programmés pour les années à venir :
- la cartographie d'un tiers des étoiles de la galaxie d'Andromède, voisine de notre Voie Lactée ;
- la réalisation de photographies de vastes portions du ciel analogues à celles de champs profonds et montrant les galaxies se formant à tous les âges de l'Univers — ces photos sont destinées à fournir de nouvelles informations sur la formation des trous noirs, la distribution des noyaux galactiques et le déroulement des fusions de galaxies ;
- l'étude des amas de galaxies de grande taille pour déterminer la matière noire présente à travers l'effet de loupe gravitationnelle qu'elle suscite.

Début 2013, un des gyroscopes présente des signes de dérive, mais l'anomalie peut être corrigée par une modification du logiciel associé. Par le passé le télescope a rencontré de nombreux problèmes avec ce type d'équipement et les équipes assurant le support ont développé des stratégies permettant de faire fonctionner le télescope avec un seul des six gyroscopes. Un des trois capteurs de pointage fin fonctionne de manière irrégulière, mais les opérateurs qui contrôlent le télescope parviennent à contourner l'anomalie en ayant recours plus rarement à cet équipement (seuls deux des trois capteurs sont utilisés simultanément en fonctionnement normal). La caméra infrarouge NICMOS a été arrêtée à la suite d'un dysfonctionnement de son système de réfrigération. La communauté des utilisateurs a décidé de renoncer à cet instrument car la caméra grand champ WFC3 peut réaliser le même type d'observation. La durée de vie du télescope Hubble est néanmoins comptée. En avril 2013, la mission a été prolongée jusqu'à 2016. L'altitude de l'orbite du télescope diminue régulièrement sous l'effet de la traînée créée par l'atmosphère résiduelle. Depuis le retrait de la navette spatiale américaine, la NASA ne dispose plus de vaisseau capable de rehausser l'orbite ; le télescope devrait être détruit en effectuant une rentrée atmosphérique à une date qui dépend de l'activité solaire mais qui se situerait entre 2030 et 2040. L'équipage de la dernière mission de maintenance STS-125 a installé sur l'arrière du télescope un système d'amarrage, qui doit permettre à un engin spatial de s'amarrer pour modifier la trajectoire du télescope avant sa rentrée atmosphérique, de sorte que les zones habitées ne soient pas touchées par d'éventuels débris. La désorbitation du télescope spatial a été annoncée autour de 2020. En juin 2016, la NASA annonce que le télescope spatial sera maintenu en service au moins jusqu’en 2021, avec une rallonge budgétaire atteignant presque 200 millions de dollars.
Certains projets prévoient soit de ravitailler les réservoirs d'ergol de l'engin, ce qui rallongerait sa capacité de fonctionnement, soit de le ramener sur Terre.
Elon Musk estime qu'il est possible à Starship de récupérer Hubble sans qu'il soit détruit par l'arrivée dans l'atmosphère.
En 2018, pour réduire les biais systémiques et de genre, la NASA modifie son système d'évaluation des demandes de temps d'observation en instituant un système « à double insu » où les candidats ni les examinateurs évaluant leurs propositions ne connaissent leurs identités respectives (et dès 2019, le système est étendu aux autres télescopes de la NASA). Depuis, un nombre sans précédent de jeunes chercheurs ont obtenu du temps d'observation sur le télescope.
En septembre 2022, le programme Polaris indique signer un accord avec la NASA et SpaceX pour mener une étude de six mois en vue de rehausser l'orbite et assurer la desserte du télescope avec un Crew Dragon.
En octobre 2022, Hubble est à 535 km d'altitude et a une probabilité de 50 % de rentrer dans l'atmosphère avant 2037. La NASA s'enquiert en décembre 2022 auprès d'entreprises du domaine spatial de la faisabilité de rehausser le télescope à une altitude supérieure à 600 km.
En novembre 2023, un des trois gyroscopes opérationnels est défaillant. Ce qui met automatiquement le télescope en mode sécurité interrompant les observations scientifiques. Les mises en sécurité des 19 et 21 novembre sont rapidement récupérées. Une nouvelle mise en sécurité le 23 novembre contraint la NASA à approfondir le problème pour apporter une solution pérenne. Finalement, Hubble peut reprendre ses observations en reconfigurant une marche avec un seul gyroscope,.

## Description technique
Le télescope Hubble a une masse d'environ 11 tonnes, mesure 13,2 mètres de long, a un diamètre maximum de 2,4 mètres et a coûté un milliard de dollars US (soit environ 50 millions de dollars par an) dont 76 millions pour le dernier prolongement de mission en date (2013–2016). C'est un télescope réflecteur à deux miroirs ; le miroir primaire mesure à lui seul environ 2,4 mètres de diamètre et a coûté plus de 350 millions de dollars. Il est couplé à divers spectromètres ainsi que trois caméras : une à large champ pour les objets faiblement lumineux, une autre à champ étroit pour les images planétaires et une dernière réservée au domaine infrarouge.

Schéma éclaté du télescope Hubble.

### La partie optique

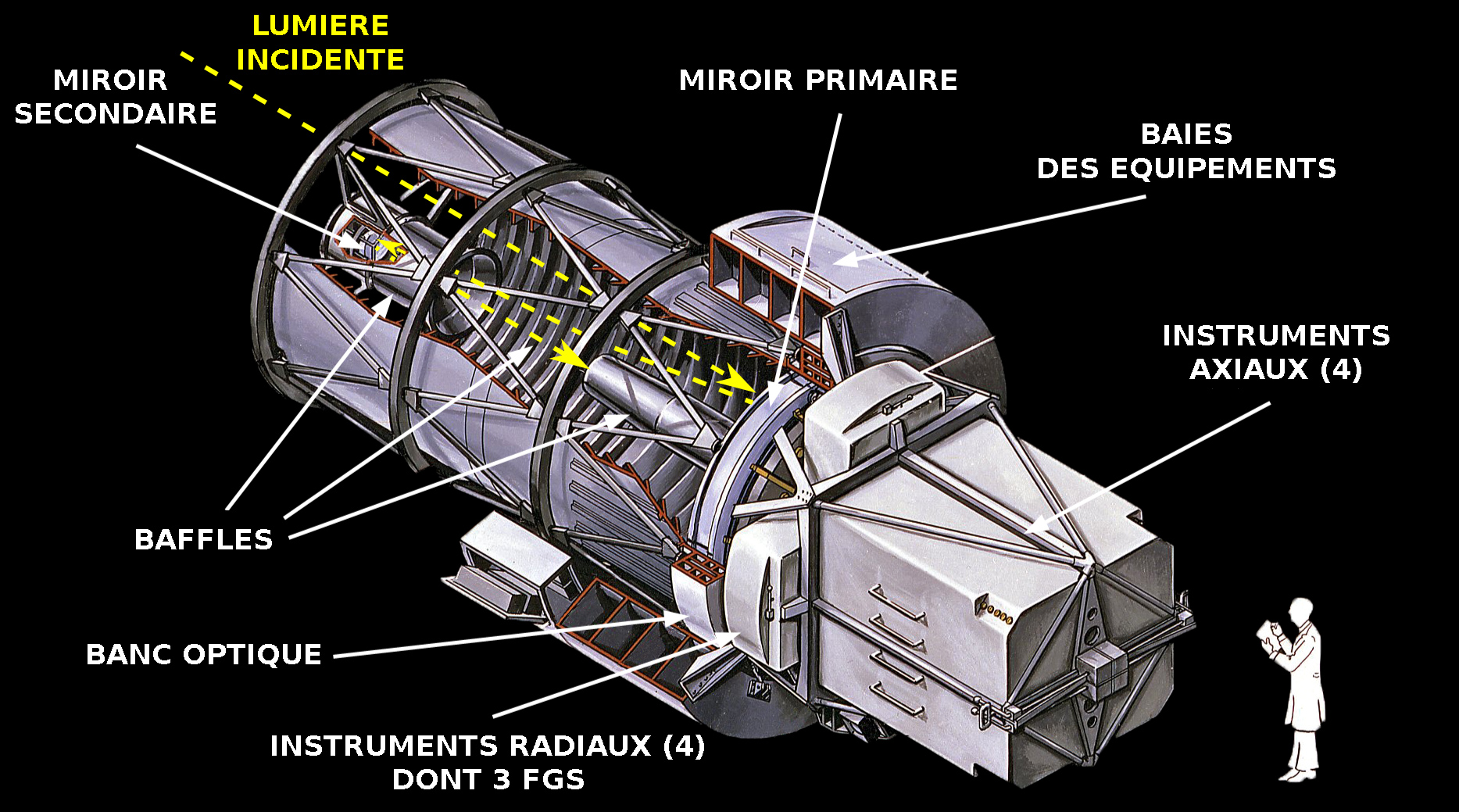
Schéma de la partie optique (OTA) du télescope spatial Hubble.

La partie optique du télescope Hubble, ou OTA (pour Optical Telescope Assembly), utilise une architecture de type Cassegrain. Celle-ci, la plus courante pour les grands télescopes terrestres, permet d'obtenir une grande longueur focale (57,6 mètres) avec un tube relativement court (6,4 mètres). Hubble dispose d'un miroir de 2,4 mètres beaucoup plus petit que les télescopes terrestres les plus récents (jusqu'à 10 mètres), mais en étant placé au-dessus de l'atmosphère, le rayonnement n'est pas filtré ou perturbé par celle-ci, ce qui lui permet d'atteindre une résolution angulaire bien supérieure, en plus d'effectuer des observations dans l'infrarouge et l'ultraviolet. Un télescope Cassegrain comporte un miroir primaire qui réfléchit la lumière incidente vers un miroir secondaire situé dans l'axe, qui la réfléchit à son tour vers les instruments chargés d'enregistrer l'image ou le spectre du rayonnement lumineux. Le télescope Hubble utilise une variante du Cassegrain, dite Ritchey-Chrétien, qui se caractérise par des miroirs primaire et secondaire hyperboliques, ce qui permet de supprimer le coma et l'aberration sphérique. La lumière incidente pénètre dans le tube optique, puis est réfléchie par le miroir primaire de 2,4 mètres de diamètre vers le miroir secondaire de 30 cm de diamètre situé dans l'axe, puis passe par un orifice central de 60 cm de diamètre au milieu du miroir primaire pour atteindre le plan focal situé 1,5 mètre derrière celui-ci. Le flux lumineux est alors dirigé par un système de miroirs vers les différents instruments scientifiques. Le miroir primaire est réalisé dans un verre ayant un taux de dilatation très faible. Sa masse a pu être abaissée à 818 kg (contre environ 3 600 kg pour ses homologues terrestres) grâce à une structure interne en nid d'abeilles. La température du miroir primaire est maintenue constante grâce à une série de radiateurs et sa forme peut être corrigée par 24 vérins montés sur sa face arrière. Le miroir secondaire est réalisé en verre Zerodur recouvert d'une couche réfléchissante de fluorures de magnésium et d'aluminium. Des vérins commandés depuis le sol permettent de modifier son alignement par rapport au miroir primaire.

### Instruments scientifiques
Le télescope spatial Hubble dispose de cinq emplacements pour installer des instruments exploitant la lumière collectée par la partie optique. Les cinq instruments peuvent fonctionner de manière simultanée. Tous les instruments d'origine ont été remplacés, dont certains à deux reprises, depuis le lancement de Hubble. Douze instruments ont en tout été installés sur Hubble. Les instruments se distinguent par la taille du champ optique couvert, la partie du spectre électromagnétique observée (infrarouge, ultraviolet, lumière visible) et le fait qu'ils restituent soit des images soit des spectres.

#### La caméra à large champ WFC3
La caméra à grand champ WFC3 (Wide Field Camera 3), installée en 2009 dans le cadre de la mission STS-125, constitue la troisième génération de cet instrument équipant Hubble. Elle couvre un spectre très large comprenant l'ultraviolet, la lumière visible et l'infrarouge. WFC3 est utilisée pour observer les galaxies très lointaines, le milieu interstellaire et les planètes du Système solaire. L'instrument comprend deux canaux : UVIS, pour l'observation en ultraviolet et en lumière visible (200 à 1 000 nm) et NIR, pour le proche infrarouge (800 à 1 700 nm). Un miroir est utilisé pour orienter le faisceau lumineux vers l'un ou l'autre des canaux. L'instrument ne peut pas exploiter les deux canaux en même temps. Pour UVIS, la résolution est de 0,04 seconde d'arc par pixel et le champ optique est de 162 × 162 secondes d'arc. Pour NIR, la résolution atteint 0,13 seconde d'arc par pixel pour un champ optique de 136 × 123 secondes d'arc.

#### La caméra et spectromètre infrarouge NICMOS
La caméra et spectromètre NICMOS (Near Infrared Camera and Multi-Object Spectrometer), fonctionnant dans l'infrarouge proche (Near Infrared), a été mise en place en 1997 par l'équipage de la mission STS-82. Elle est utilisée pour observer les objets très lointains et en déterminer le spectre électromagnétique. Cet instrument ne fonctionne plus (2013) et les tentatives de réparation à distance ont été abandonnées à la suite d'une consultation de la communauté des utilisateurs, car la fonctionnalité peut être prise en charge par la caméra à large champ WFC3.

#### La caméra ACS
La caméra ACS (Advanced Camera for Surveys) est en fait constituée de trois caméras : une à grand champ, une à haute résolution et une fonctionnant dans l'ultraviolet. Elle a été installée en 2002 mais est tombée partiellement en panne en 2007, puis a été réparée par l'équipage de la mission STS-125. L'instrument permet de déterminer la distribution des galaxies et des amas et de réaliser des images à très haute résolution des régions où se forment les étoiles et leurs planètes.

#### La caméra et spectromètre STIS
La caméra et spectromètre STIS (en) (Space Telescope Imaging Spectrograph) a été mise en place en 1997 par l'équipage de la mission STS-82. Elle a été réparée en 2009 par l'équipage de STS-125. L'instrument permet d'observer en ultraviolet, lumière visible et proche infrarouge. Elle est utilisée pour obtenir les spectres des galaxies.

#### Le spectromètre ultraviolet COS
Le spectromètre ultraviolet COS (en) (Cosmic Origins Spectrograph) fournit des spectres électromagnétiques d'objets ponctuels. Cet instrument a été mis en place en 2009 par l'équipage de la mission STS-125. Il est utilisé pour étudier les grandes structures de l'Univers et la composition des nuages de gaz et des atmosphères planétaires.

Les instruments
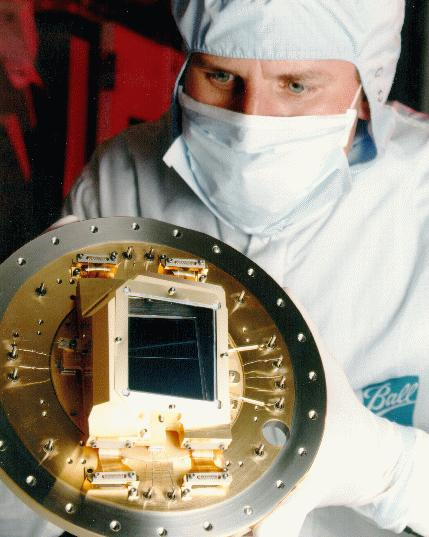
Capteur CCD de l'instrument ACS (2002).
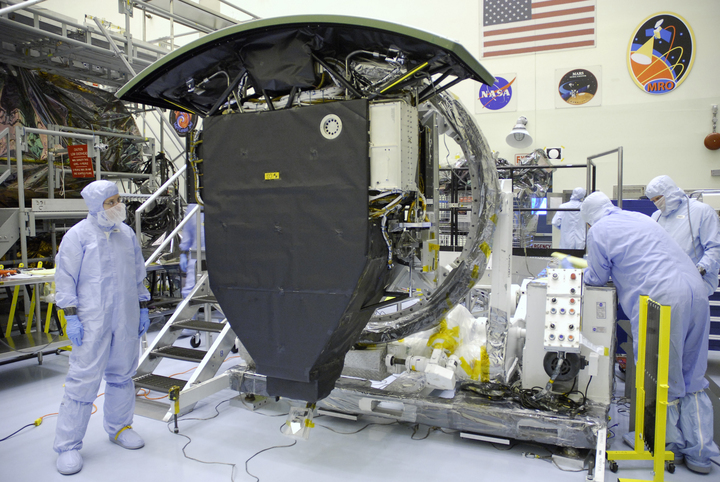
La caméra grand champ WFC3 avant son chargement dans la navette pour la mission STS-125 (2009).
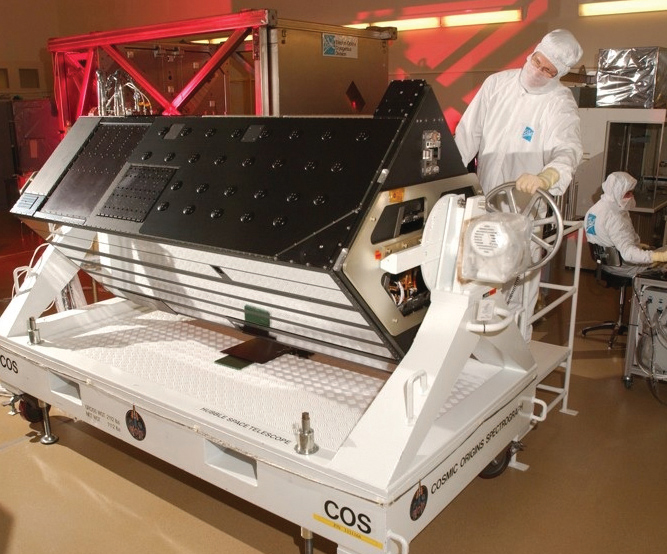
L'instrument COS.

#### Les instruments retirés
Note : Une partie des liens cliquables des différents instruments redirigent vers Wikipédia en anglais.
Les instruments suivants ont été installés à bord du télescope spatial puis remplacés au cours d'une des missions de maintenance de la navette spatiale :
- Wide Field/Planetary Camera (WFPC) (1990-1993) prédécesseur de WFPC3., Longueur d'onde : 115 à 1 100 nm avec une résolution de 0,1 ou 0,043 secondes d'arc/pixel et un champ de vision de 154 × 154 secondes d'arc.
- Wide Field/Planetary Camera 2 (WFPC2) (1993-2009). Version modernisée de WFPC avec des caractéristiques identiques et des senseurs améliorés.
- Faint Object Camera (FOC) (1990-2002) fourni par l'Agence spatiale européenne. Caméra à très haute résolution pour l'étude des objets très lointains et peu lumineux. Longueur d'onde : 122 à 550 nm avec une résolution de 0,043 à 0,007 secondes d'arc/pixel et un champ de vision compris entre 3,6 × 3,6 et 22 × 22 secondes d'arc.
- Goddard High Resolution Spectrograph (GHRS) (1990-1997) Longueur d'onde : 115 à 320 nm avec une résolution de 2 000 à 100 000 secondes d'arc/pixel.
- Faint Object Spectrograph (FOS) (1990-1997) Spectrographe avec une sensibilité plus importante que GHRS. Longueur d'onde : 115 à 850 nm avec une résolution de 1 150 à 8 500 secondes d'arc/pixel.
- High Speed Photometer (HSP) (1990-1993). Instrument spécial pour la mesure des changements extrêmement rapides de la luminosité ou de la polarisation des étoiles. Longueur d'onde : 115 à 870 nm, avec une vitesse de lecture pouvant aller jusqu'à 100 kilohertz.

### Énergie

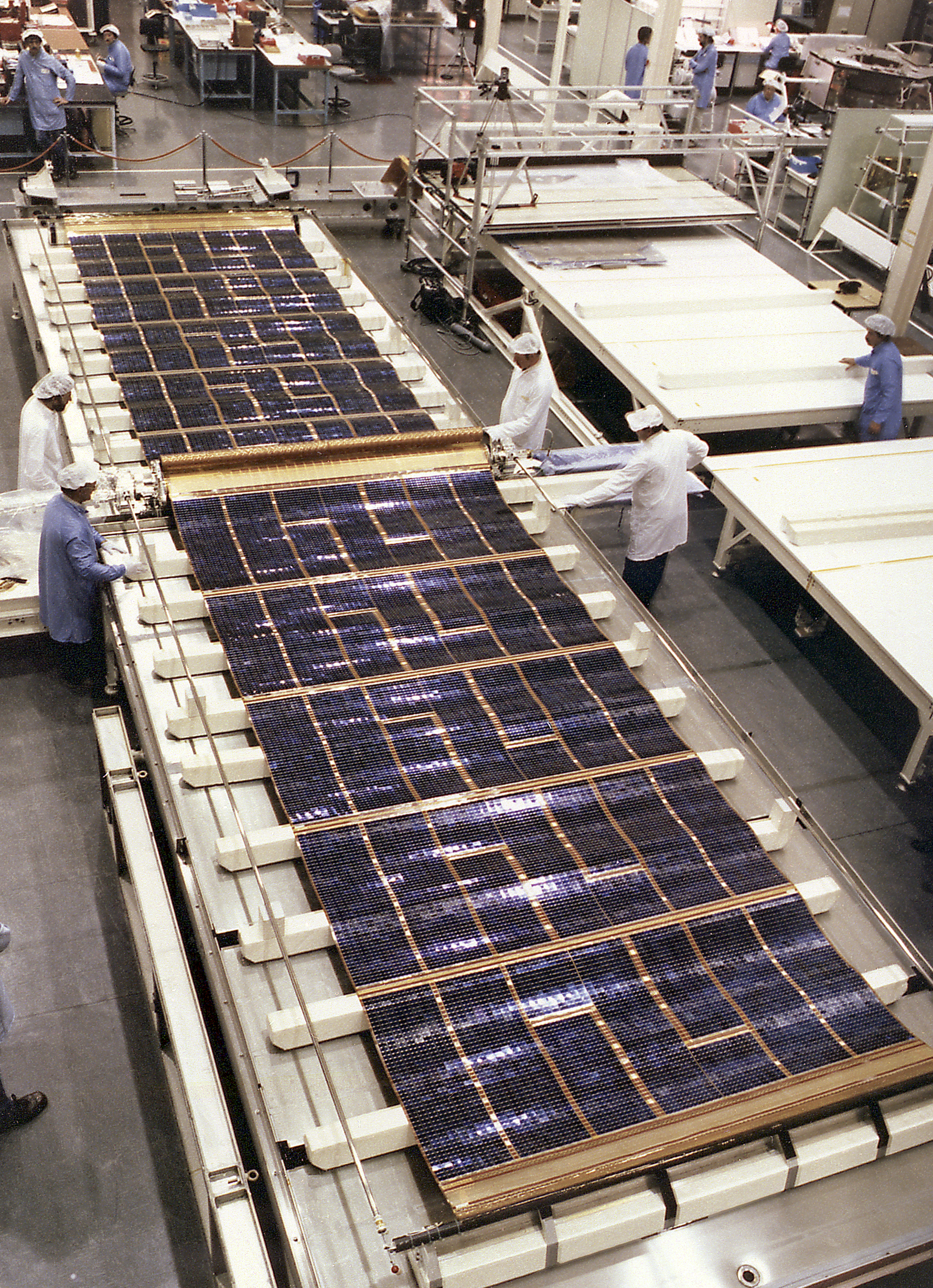
Les panneaux solaires du télescope spatial Hubble sont déployés pour être testés au Centre spatial Marshall (1985).

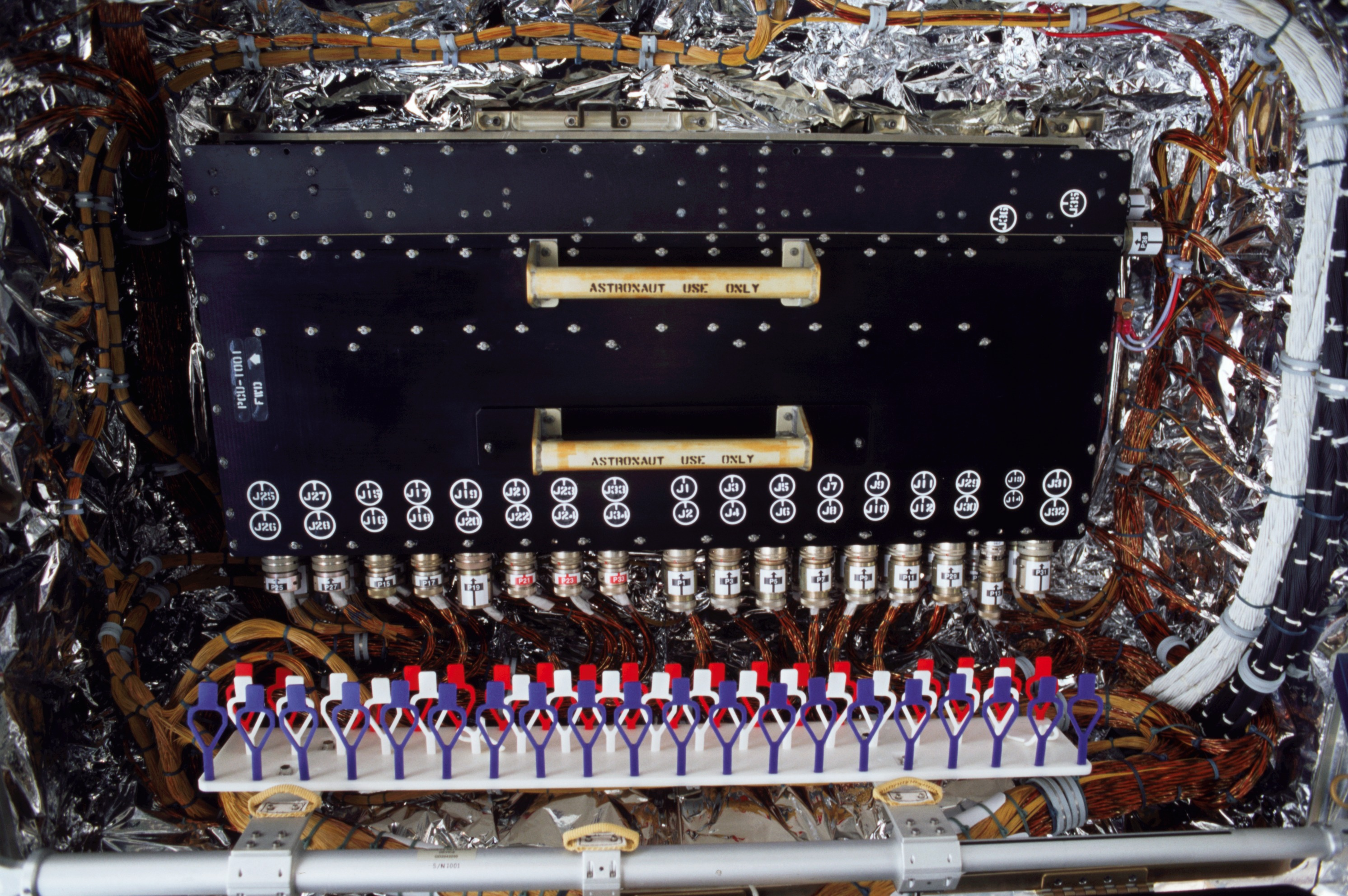
Le système de régulation et distribution électrique.

Le télescope Hubble utilise deux ensembles de panneaux solaires photovoltaïques pour produire l'électricité, principalement utilisée par les instruments scientifiques et les roues de réaction employées pour orienter et stabiliser le télescope. La caméra infrarouge et le spectromètre multi-objets, qui doivent être refroidis à une température de −180 °C, font partie des gros consommateurs d'énergie. Les panneaux solaires pivotent autour d'un axe pour optimiser l'incidence des rayons du Soleil tout au long de l'orbite. Les panneaux solaires d'origine fournis par l'Agence spatiale européenne, qui créaient des phénomènes vibratoires dus aux changements thermiques, ont été remplacés une première fois en 1993 (SM1), puis en 2002. Les panneaux solaires mis en place en 2002 (mission SM3B) et développés pour les satellites Iridium permettent de réduire leur taille (7,1 × 2,6 m contre 12,1 × 3,3 m) en augmentant l'énergie fournie (5 270 watts contre 4 600 watts). Six batteries nickel-hydrogène sont utilisées pour stocker l'électricité et la restituer durant les phases de l'orbite où les panneaux solaires se trouvent à l'ombre de la Terre. Les batteries disposent d'une capacité totale de 510 Ah, qui permet de faire fonctionner le télescope et ses instruments scientifiques durant 7,5 heures, soit 5 orbites. Les batteries, d'une masse totale de 428 kg (avec leur conditionnement), sont stockées dans les baies d'équipement nos 2 et 3. L'énergie est répartie par un système de régulation et de distribution situé dans la baie no 4. Les batteries d'origine, dont les performances s'étaient logiquement dégradées, ont été remplacées dans le cadre de la mission SM3A (1999), ainsi que le système de distribution d'énergie par la mission SM3B (2002).

### Le contrôle d'orientation
Le télescope doit rester fixe par rapport aux étoiles avec un pointage extrêmement précis, de manière à pouvoir effectuer des observations de longue durée attendues par les astronomes. Le télescope utilise plusieurs types de capteurs, en partie redondants, pour déterminer son orientation et mesurer ses mouvements de rotation propres. Trois capteurs de pointage fin FGS (Fine Guidance Sensors) sont utilisés pour maintenir le télescope pointé vers les étoiles en cours d'observation. Quatre capteurs déterminent la direction du Soleil et sont notamment utilisés pour déterminer si le volet de protection situé à l'extrémité du télescope doit être fermé pour protéger les capteurs des instruments scientifiques. Deux magnétomètres permettent de déterminer l'orientation du télescope par rapport au champ magnétique terrestre. Trois systèmes RSU (Rate Sensor Units), contenant chacun deux gyroscopes, détectent les mouvements de rotation du télescope sur lui-même selon les trois axes. Enfin, trois viseurs d'étoiles sont également utilisés pour déterminer l'orientation de Hubble par rapport aux étoiles.
Pour maintenir le télescope pointé avec précision vers les étoiles observées, deux types d'actionneurs sont utilisés :
- quatre roues de réaction (dont une de rechange) permettant, en accélérant (jusqu'à 3 000 tours par minute) ou en ralentissant, de modifier la vitesse de rotation du télescope sur lui-même ;
- quatre magnéto-coupleurs exploitant le champ magnétique terrestre pour désaturer (ralentir) les roues de réaction.

### Stockage des données et télécommunications
Deux mémoires de masse à base de semi-conducteurs permettent de stocker 12 gigabits de données. Celles-ci peuvent être des télémesures ou des données scientifiques. Par ailleurs, une mémoire de masse utilisant une bande magnétique ayant une capacité de stockage de 1,2 gigabits, composant d'origine, peut être utilisée en secours. Le système de télécommunications utilise deux antennes à grand gain orientables avec deux degrés de liberté et un débattement de 100° dans les deux directions. Elles sont utilisées pour transmettre les données scientifiques aux satellites de télécommunications géostationnaires TDRS de la NASA, qui présentent l'avantage d'être visibles depuis n'importe quel point de l'orbite de Hubble. Ceux-ci retransmettent ensuite ces données vers la station de White Sands, au Nouveau-Mexique. Deux antennes faible gain omnidirectionnelles avec un champ de 180° sont installées à chaque extrémité du télescope et sont utilisées pour transmettre les télémesures et recevoir les commandes transmises depuis la station au sol. Les télécommunications utilisent la bande S.

### Système de régulation thermique
Les différentes parties externes du télescope spatial sont tour à tour exposées au rayonnement solaire, qu'aucune atmosphère n'atténue, ou plongées dans l'ombre lorsque la Terre s'interpose entre le Soleil et Hubble. Par ailleurs, l'électronique des équipements dégage de la chaleur qu'il faut évacuer. Pour son bon fonctionnement, il est essentiel de maintenir les différentes parties du télescope dans une plage de températures restreinte, en particulier la partie optique (structure et miroirs), susceptible de se déformer en cas de fluctuation importante des températures. L'essentiel du système de régulation thermique est pris en charge de manière passive par des couches d'isolants, qui recouvrent 80 % de la surface extérieure du télescope. Différents matériaux sont utilisés. Le MLI (Multilayer insulation) installé à l'origine est constitué de 15 couches de kapton aluminisé, recouvertes d'une couche réfléchissante de téflon aluminisé FOSR (flexible optical solar reflector). Certaines parties de ce revêtement, qui s'étaient dégradées avec le temps, ont été remplacées durant les missions de maintenance de la navette spatiale par un revêtement baptisé NOBL (New Outer Blanket Layer) à base d'acier sans étain recouvert de dioxyde de silicium. Les parties du télescope qui ne sont pas couvertes par des isolants thermiques sont couvertes d'une peinture soit réfléchissante soit absorbante (zone en permanence à l'ombre) ou d'une protection aluminisée ou argentée. Des résistances électriques permettent de combattre le froid. Le système de contrôle thermique surveille et corrige la température des composants du télescope spatial grâce à près de 200 capteurs de température et thermistances.

### Ordinateur de bord
Le fonctionnement du télescope spatial est piloté par l'ordinateur de bord AC (Advanced Computer). Celui-ci :
- exécute les commandes transmises par les opérateurs au sol ;
- prépare avant leur transmission les télémesures qui reflètent l'état de santé de ses différents composants ;
- vérifie de manière continue le fonctionnement du télescope spatial ;
- génère les commandes pour les différents appareils chargés de modifier l'orientation du télescope, de manière à le maintenir écarté de l'axe du Soleil et stable et pointé vers la région du ciel dont l'observation est en cours ;
- maintient l'antenne grand gain pointée vers les satellites de télécommunications.

L'ordinateur de bord d'origine a été remplacé au cours de la mission SM3A de 1999 par une unité centrale utilisant un microprocesseur Intel 80486. Il existe en fait trois unités centrales, capables de se relayer en cas de défaillance de l'une d'entre elles. Chacune dispose de deux mégaoctets de mémoire volatile à accès rapide et un mégaoctet de mémoire non volatile. Seule une des trois unités centrales contrôle le télescope à un instant donné. L'ordinateur communique avec les différents systèmes du télescope via le DMU (Data Management Unit), chargé d'encoder et décoder les différents messages et paquets de données.

## Fonctionnement

### Les structures impliquées dans le fonctionnement deHubble

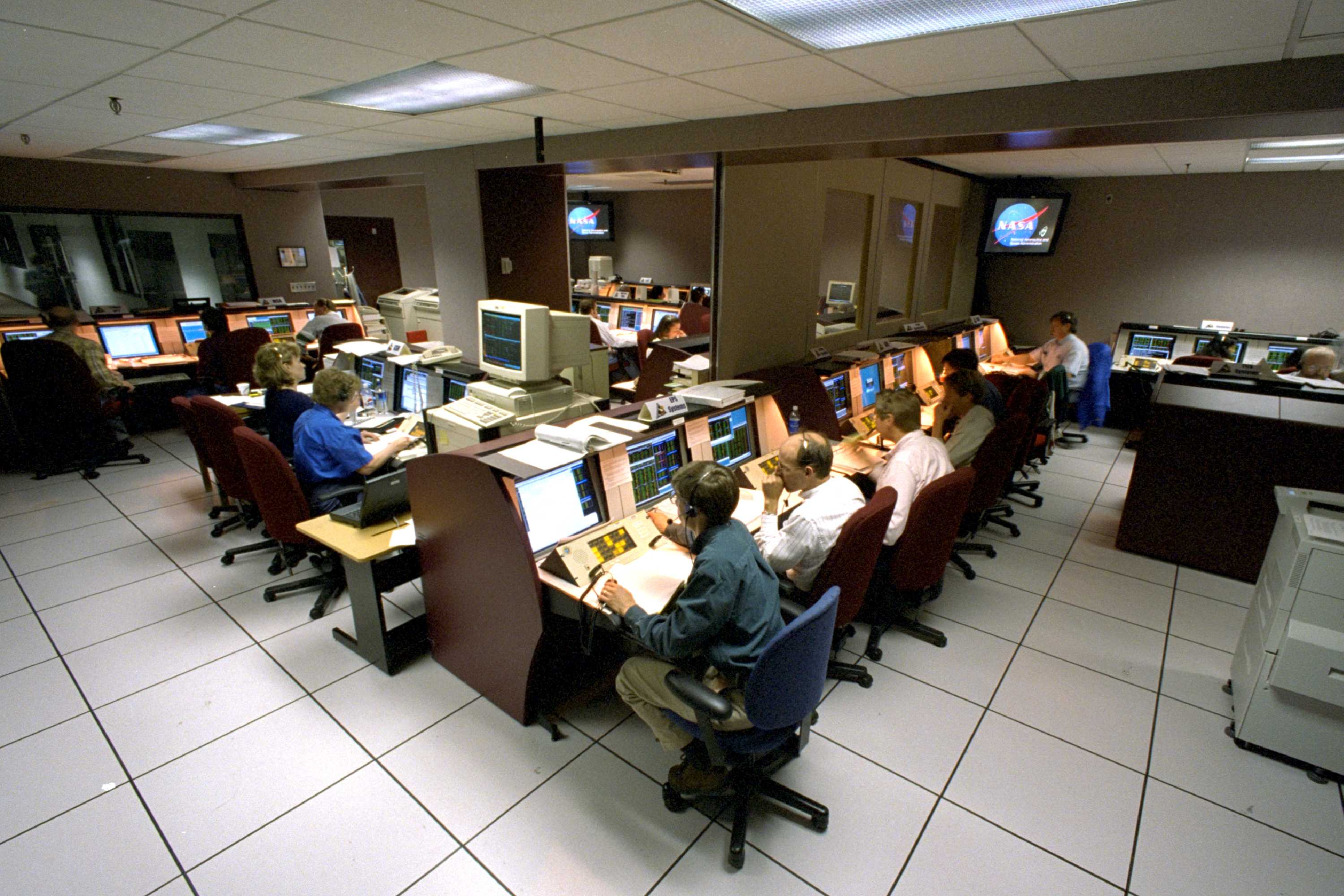
Le centre STOCC, d'où les opérateurs contrôlent le fonctionnement du télescope.

Le volet scientifique des opérations du télescope Hubble est pris en charge par le Space Telescope Science Institute (STScI), dont les bureaux sont installés dans l'enceinte de l'université Johns-Hopkins, à Baltimore. Cette structure, qui emploie 500 personnes dont une centaine d'astronomes, a été créée peu avant le lancement du télescope. Elle est gérée par l'AURA (Association of Universities for Research in Astronomy) pour le compte de la NASA. Ses principales tâches sont la sélection des demandes d'utilisation du télescope, la préparation et l’exécution des observations, la gestion du télescope et de ses instruments pour les aspects scientifiques et l'archivage et la distribution des données collectées par Hubble. Une quinzaine d'astronomes européens sont employés par le STScI pour représenter les intérêts de l'Europe dans le projet. De 1984 à 2010, l'Agence spatiale européenne et l'Observatoire européen austral disposaient d'une structure, le Space Telescope-European Coordinating Facility (en) (ST-ECF), implanté près de Munich, en Allemagne, chargée d'assister les astronomes européens et de conserver les données scientifiques collectées.
Le Space Telescope Operations Control Center (STOCC) est un service du Centre de vol spatial Goddard de la NASA chargé de piloter le télescope spatial. Le service assure le maintien du télescope en condition opérationnelle, agrège les demandes d'observation produites par le STScI avec les opérations de maintenance du télescope pour bâtir un planning détaillé des opérations à exécuter. Les opérateurs transmettent l’enchaînement des opérations pour exécution par l'ordinateur embarqué du télescope qui les exécute. Les données collectées par Hubble sont vérifiées au STOCC avant d'être retransmises au STScI.

### La préparation des observations
La majeure partie des observations effectuées avec le télescope sont préparées plus d'un an à l'avance. Le STScI est chargé de recueillir une fois par an les demandes d'utilisation du télescope Hubble pour l'année suivante, de les évaluer d'un point de vue technique, puis d'organiser leur sélection en faisant appel à des spécialistes du domaine issus d'institutions de l'ensemble de la planète. Ceux-ci définissent la pertinence et la priorité des demandes. Un comité constitué par les responsables des différents comités de sélection établit en fonction de ces évaluations le temps alloué aux différentes observations pour l'année suivante. Plus de vingt ans après son lancement, Hubble est toujours un instrument très prisé et, en 2009, les demandes de temps d'observation représentaient six fois le temps disponible. Cette année-là, le temps a été alloué aux observations portant sur la cosmologie (26 %), les populations stellaires résolues (13 %), les étoiles chaudes ou froides (13 %), les populations stellaires non résolues et les structures des galaxies (12 %), les raies d’absorption des quasars et le milieu interstellaire (12 %), le système solaire et les exoplanètes (8 %) ainsi que d'autres thèmes de recherche (16 %). Les deux tiers des observations planifiées en 2009 concernent les instruments WFC3 et COS qui ont été installés cette année-là par la mission STS-125. Le planning des observations peut être modifié en temps réel pour prendre en compte des événements exceptionnels, comme l'impact de la comète Shoemaker-Levy 9 sur la planète Jupiter (juillet 1994), ou analyser les débris soulevés par l'impact de la sonde spatiale LCROSS sur le sol lunaire (2009).

### La gestion opérationnelle du télescope
Les observations effectuées à l'aide du télescope Hubble doivent tenir compte de différentes contraintes liées aux caractéristiques de l'instrument et de son orbite. Hubble circule sur une orbite basse située à 560 km au-dessus de la surface de la Terre avec une inclinaison de 28.5°. Le télescope boucle une orbite en 96 minutes et se trouve à l'ombre de la Terre durant 26 à 36 minutes. Le télescope doit maintenir son axe de visée normalement écarté d'au moins de 45° de la direction du Soleil et aucune observation n'est possible quand la Terre ou son limbe s'interposent entre la région visée et le télescope. Compte tenu de ces caractéristiques orbitales, le temps d'observation d'une zone du ciel durant une orbite peut être comprise entre 45 minutes et la totalité de l'orbite. Il existe notamment deux régions du ciel d'un rayon angulaire de 18° autour d'un axe perpendiculaire au plan orbital que le télescope spatial peut observer en continu. Les observations de très longue durée (jusqu'à onze jours) réalisées pour révéler les galaxies les plus lointaines (Hubble Deep Field et Hubble Ultra-Deep Field) ont été effectuées dans ces portions du ciel. Le temps d'observation peut toutefois être aussi bref qu'une seconde. L'orbite de Hubble lui fait traverser au cours de plus d'une orbite sur deux l'anomalie magnétique de l'Atlantique sud. Durant ces phases, l'électronique et les capteurs du télescope subissent un bombardement de particules chargées qui limite les modes d'observation sur des durées pouvant aller jusqu'à 25 minutes par orbite. Enfin, l'angle que fait le Soleil avec les panneaux solaires (dans l'idéal proche de 90°), ainsi que des contraintes thermiques qui imposent que certaines parties du télescope ne soient jamais exposées directement au Soleil, viennent compliquer la planification des observations. Cette dernière est préparée près d'un an à l'avance par le STScI, qui est chargé de concilier les contraintes de l'instrument et de son orbite avec les caractéristiques des demandes d'observation. C'est ainsi que l'observation de Vénus n'est possible que durant les très rares moments où la planète se situe à plus de 45° de l'axe du Soleil (l'observation de Mercure, trop proche de la direction du Soleil, est impossible).
Le télescope spatial ne dispose d'aucun système de propulsion et il utilise les roues à réaction pour modifier son orientation. Celles-ci comportent des volants d'inertie, dont la vitesse est modifiée pour obtenir un changement d'orientation du télescope. Il faut environ 14 minutes pour modifier de 90° l'axe de visée du télescope. Pour que le télescope pointe de manière précise sur une nouvelle zone d'observation après un changement d'orientation important, le système de contrôle d'attitude du télescope utilise successivement les viseurs d'étoiles, qui permettent d'obtenir une précision d'environ 30 secondes d'arc, puis deux de ses trois capteurs de pointage fin FGS (Fine Guidance Sensors), qui mettent quelques minutes avant de verrouiller l'axe du télescope en se reposant sur un catalogue d'étoiles guides.

## Résultats scientifiques

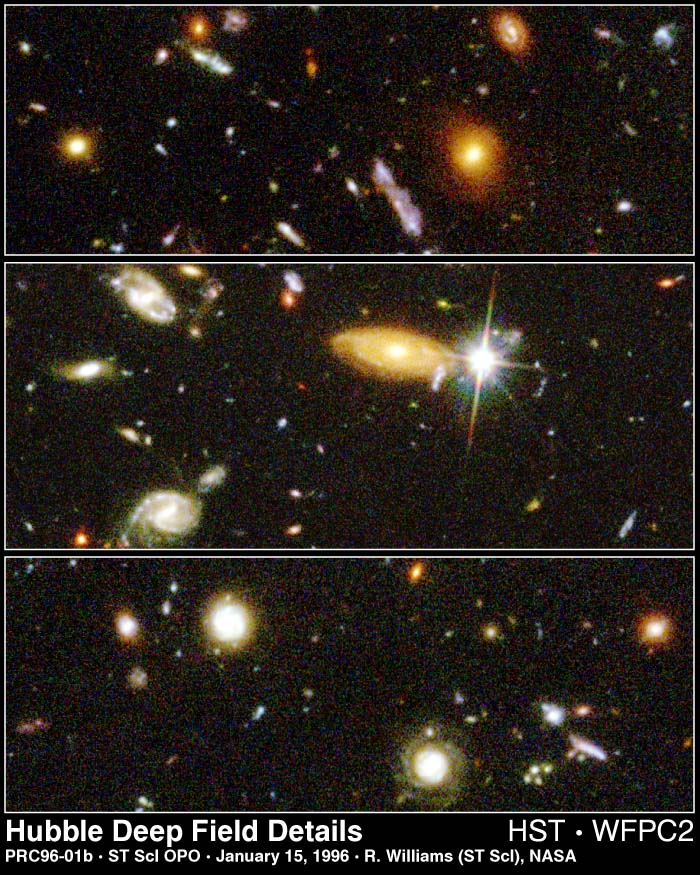
Détails du Champ profond de Hubble qui illustrent la grande variété des formes, des dimensions et des couleurs des galaxies qui se trouvent dans l'univers lointain.

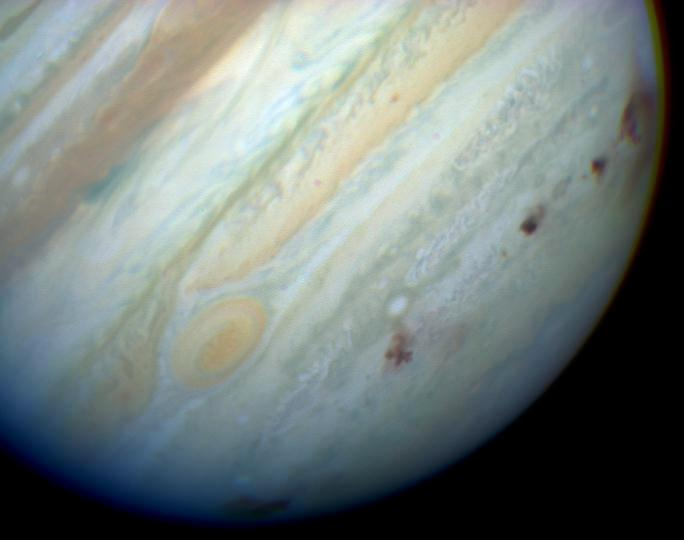
Impact de la comète Shoemaker-Levy 9 sur Jupiter.

La NASA et la communauté des astronomes ont défini au début des années 1980 trois thèmes clés qui devaient être traités en priorité par le télescope Hubble :
- l'étude du milieu intergalactique proche, pour déterminer sa composition ainsi que la composition gazeuse des galaxies et des groupes de galaxies ;
- une étude des champs profonds, c'est-à-dire des régions stellaires les plus reculées et les plus anciennes où peuvent être observées les premières galaxies ;
- la détermination de la constante de Hubble, avec une incertitude réduite à 10 % par la diminution des erreurs d'origine interne et externe sur le calibrage des échelles de distance.

Le télescope Hubble a contribué à fournir des réponses à ces questions importantes, mais a également soulevé de nouvelles questions.

### Mesure de l'âge et de la vitesse d'expansion de l'Univers
L'un des objectifs principaux à l'origine de la réalisation du télescope Hubble est la détermination de l'âge et de la taille de l'Univers. L'observation des céphéides — étoiles dont la luminosité varie selon une périodicité directement corrélée à leur luminosité réelle — a permis d'abaisser l'incertitude sur la valeur de la constante de Hubble de 50 à 10 %. Ces résultats ont pu être vérifiés par la suite grâce à des mesures effectuées par d'autres méthodes. Ils ont permis de déterminer que la vitesse d'expansion de l'Univers atteignait 70 km/s/Mpc, c'est-à-dire que la vitesse d'éloignement des structures due à cette expansion s'accroissait de 70 km/s à chaque fois que celles-ci étaient situées à un mégaparsec (3,26 millions d'années-lumière) plus loin de la Terre. Hubble a permis de déterminer que, contrairement aux théories en vigueur, la vitesse d'expansion s'accroissait et que cette accélération avait seulement débuté lorsque l'Univers avait la moitié de son âge actuel.

### Cycle de vie des étoiles
Hubble peut, contrairement aux principaux observatoires terrestres, étudier les étoiles présentes dans d'autres galaxies. Cette capacité unique lui a permis de contribuer à compléter notre compréhension du cycle de vie des étoiles en les observant dans des environnements très différents de notre galaxie.

### Étude des trous noirs, quasars et galaxies actives
L'existence des trous noirs est prédite par des théories depuis près de 200 ans, mais il est impossible d'observer directement un tel objet et les astronomes n'avaient aucun moyen de vérifier leur existence jusqu'à l'arrivée de Hubble. Celui-ci a permis d'observer l'attraction gravitationnelle sur les objets qui l'entourent. Hubble a également permis de confirmer qu'il était extrêmement probable que des trous noirs supermassifs se trouvent au cœur des galaxies.

### Formation des étoiles
La capacité de Hubble à faire des observations dans l'infrarouge a été largement mise à contribution pour étudier les pouponnières d'étoiles, constituées de nuages de gaz dans lesquels se forment les étoiles. La poussière bloque pratiquement tout le rayonnement en lumière visible mais pas celui émis dans l'infrarouge. Hubble a pu ainsi restituer des images détaillées de la nébuleuse d'Orion, pouponnière située dans la Voie lactée, mais également de régions de formation des étoiles situées à très grande distance de notre galaxie et donc que l'on voit telles qu'elles étaient longtemps dans le passé. Toutes ces informations, outre qu'elles ont fourni les plus belles images de Hubble, ont une grande importance scientifique, car elles ont permis de mieux comprendre le mode de formation des étoiles telles que le Soleil, ainsi que l'évolution dans le temps des caractéristiques de l'Univers.

### Lentilles gravitationnelles
Hubble permet également d'utiliser les effets de lentilles gravitationnelles pour mesurer des masses d'amas galactique,,, de galaxie, ou tout récemment, d'une étoile.
La masse de la naine blanche Stein 2051 B a pu être estimée lorsque cette dernière est passée devant une étoile de magnitude 18,3 (ascension droite : 4 h 31 min 15 s 004, déclinaison : +58° 58' 13.70"). La déflexion angulaire ainsi produite était de 31,53 ± 1.20 mas, ce qui correspond à une masse de 0.675 ± 0.051 masse solaire. Il s'agit de la première mesure par le télescope de la masse d'une étoile par un effet découlant de la relativité générale.

### Étude du Système solaire
Les images à haute résolution des planètes, lunes et astéroïdes du Système solaire prises par Hubble ont une qualité qui n'est surpassée que par celles réalisées par les sondes spatiales qui survolent ces corps célestes. Hubble a de plus l'avantage de pouvoir faire des observations périodiques sur de longues durées. Il a observé toutes les planètes du Système solaire hormis la Terre, qui est étudiée in situ, et par des engins spatiaux spécialisés, et Mercure, trop proche du Soleil. Hubble présente l'avantage de pouvoir suivre des événements inopinés, comme la collision de la comète Shoemaker-Levy 9 avec Jupiter en 1994.

### Champs profonds
En décembre 1995, Hubble a photographié le « champ profond de Hubble », une région couvrant un trente-millionième du ciel et contenant plusieurs milliers de galaxies. Une autre image, mais du ciel austral, a aussi été faite et est très semblable, renforçant la thèse que l'Univers est uniforme à grande échelle et que la Terre occupe un endroit quelconque à l'intérieur de celui-ci.

## Le successeur deHubble

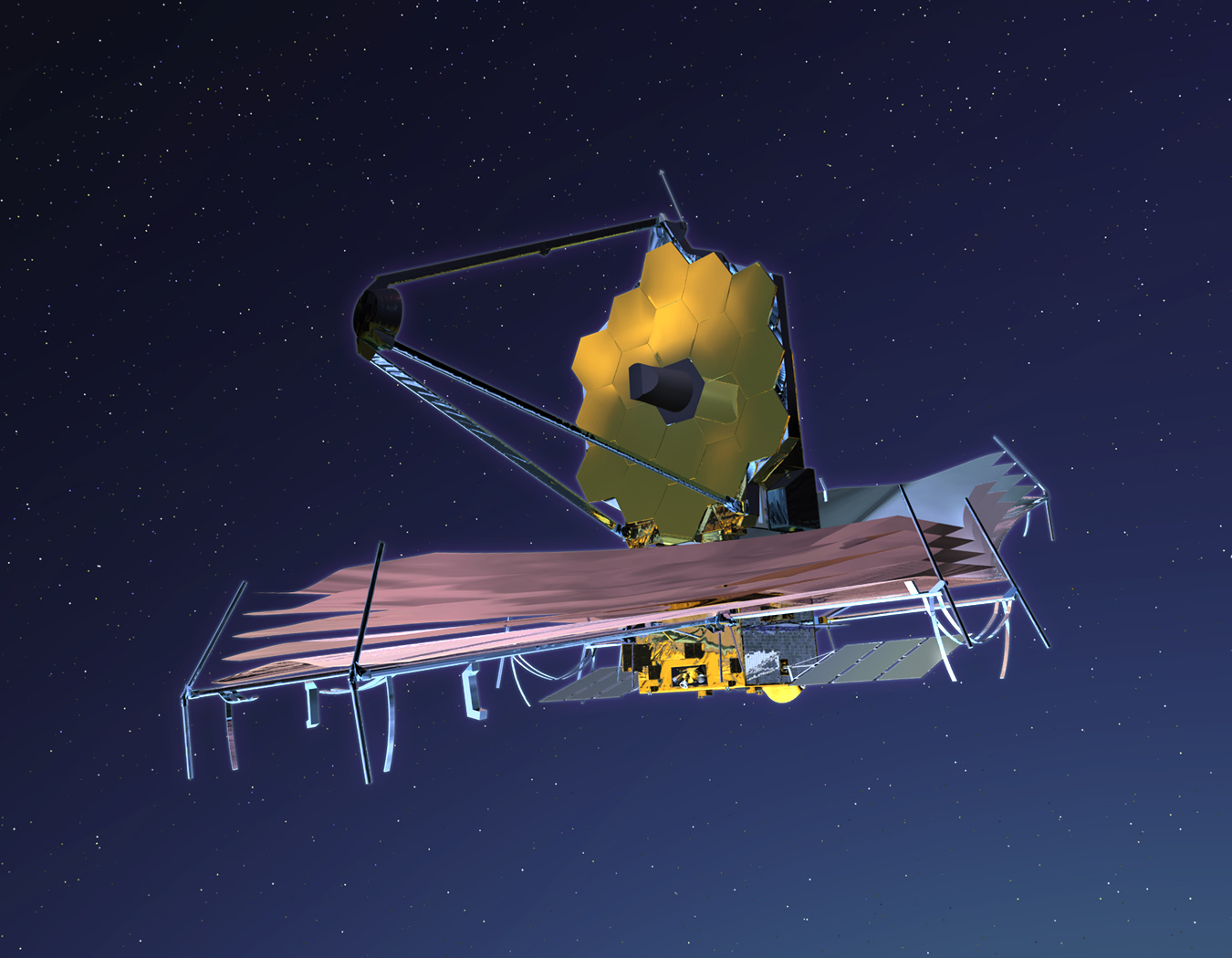
Vue d'artiste du télescope spatial James Webb.

Hubble n'a pas de véritable remplaçant en cours de développement dans les années 2010/2020 capable comme celui-ci d'observer la partie du spectre lumineux s'étendant de l'ultraviolet jusqu'à proche de l'infrarouge. Les responsables scientifiques ont décidé de concentrer les investigations futures du successeur de Hubble sur l'infrarouge proche et moyen pour pouvoir étudier les objets les plus éloignés (les plus anciens) ainsi que les objets les moins chauds. Cette partie du spectre lumineux est difficile, voire impossible, à observer depuis le sol, ce qui justifie l'investissement dans un télescope spatial par ailleurs beaucoup plus coûteux que son équivalent terrestre. Dans le spectre visible par contre, les télescopes terrestres de très grand diamètre récents ou en cours de construction peuvent, avec le recours à une optique adaptative, égaler sinon dépasser les performances de Hubble pour un coût bien inférieur à celui d'un télescope spatial. Les études du successeur d'Hubble baptisé initialement Next Generation Space Telescope et par la suite télescope spatial James-Webb (JWST pour James Webb Space Telescope) débutent dès 1989. Le début de sa construction démarre véritablement en 2005. D'une architecture complètement différente de Hubble, ce télescope de 6,5 mètres de diamètre est optimisé pour l'observation d'infrarouge proche et moyen avec une capacité marginale dans le spectre visible (couleurs rouge et orange). Il a été placé en orbite le 25 décembre 2021 par un lanceur Ariane 5 autour du point de Lagrange L2 du système Soleil-Terre, caractérisé par un environnement thermique plus stable. Contrairement à Hubble, il n'est pas prévu de réaliser des missions de maintenance au cours de sa vie opérationnelle pour le réparer ou modifier son instrumentation,.
Le véritable remplaçant du télescope Hubble, capable d'observer dans les mêmes longueurs d'onde (de l'ultraviolet au proche infrarouge) est en 2021 au stade de l'étude et ne devrait pas être lancé avant 2035/2040. Deux projets ont été proposés en 2019 à la NASA : Habitable Exoplanet Observatory (HabEx) qui est spécialisé dans l'observation des exoplanètes relativement proches du système solaire et Large UV/Optical/Infrared Surveyor (LUVOIR) qui reprend l'architecture du JWST (miroir segmenté, large pare-soleil) mais avec un diamètre porté à 8 ou 16 mètres. L'Académie des sciences américaine a fait une évaluation de ces projets en 2021 et recommande le développement du projet LUVOIR dans une version plus réduite (miroir de 6,5 mètres) qui permettrait grâce à sa ressemblance avec le JWST de diminuer les couts et les délais tout en réduisant les risques.

Projets proposés pour remplacer Hubble
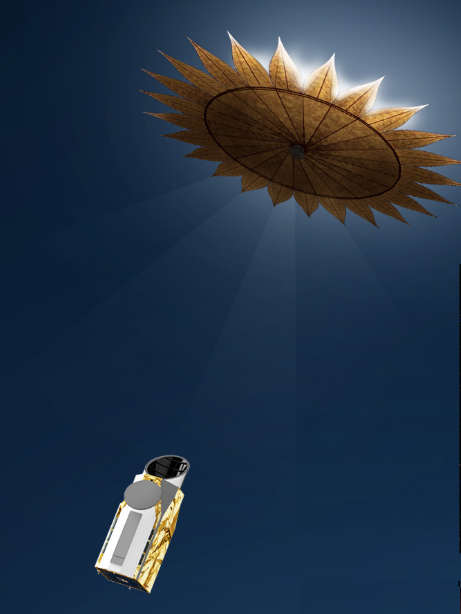
vue d'artiste du télescope spatial HaBex.
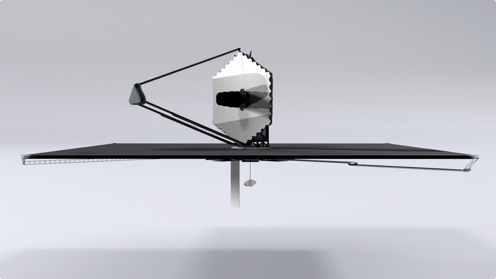
vue d'artiste du télescope spatial LUVOIR.

## Galerie de photographies deHubble
Les cinq plus belles photos prises par le télescope spatial Hubble, selon un classement établi par le site spacetelescope.org :

Images prises par Hubble
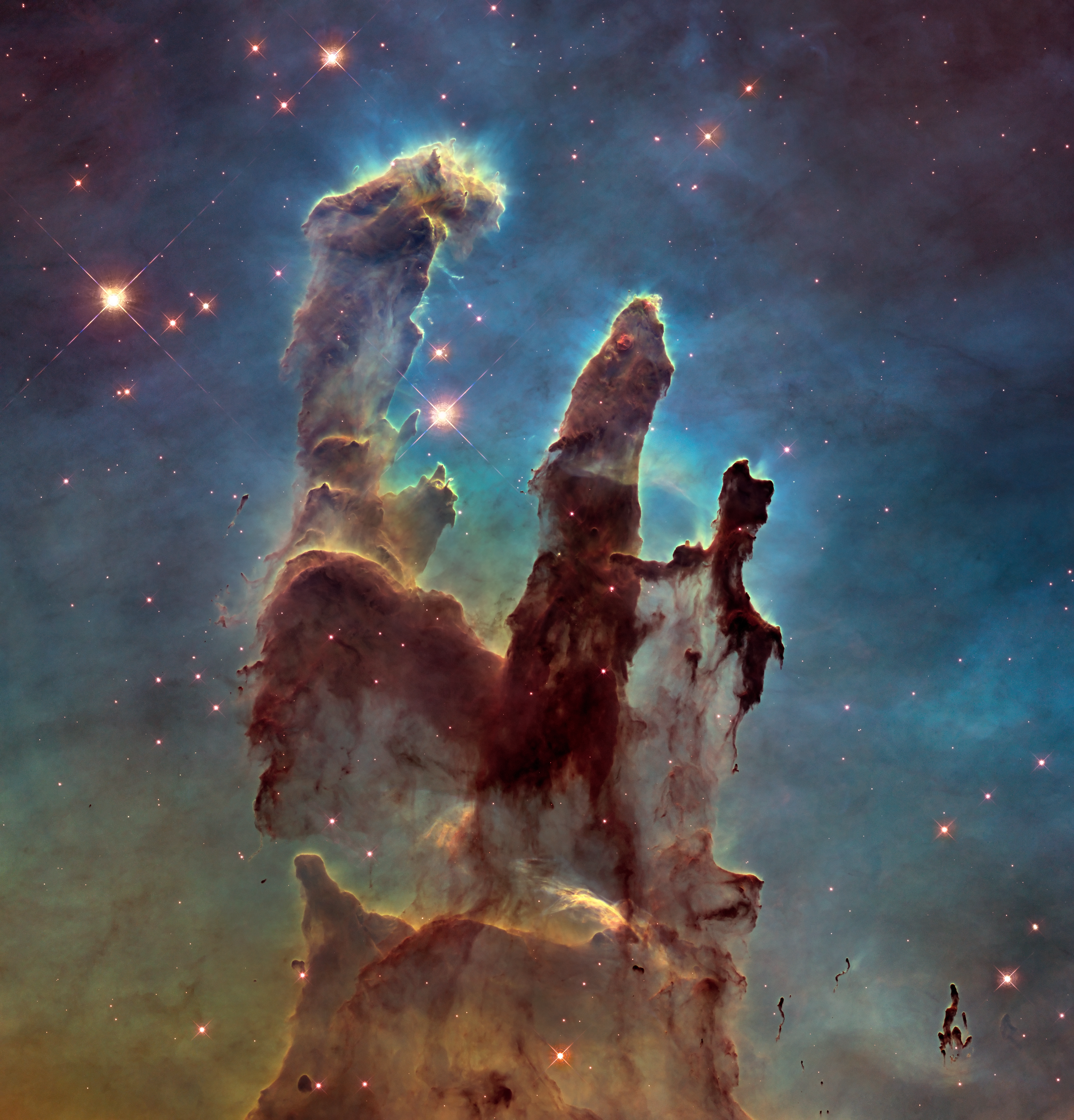
No 1 : Piliers de la création, version 2014-2015 (M16).
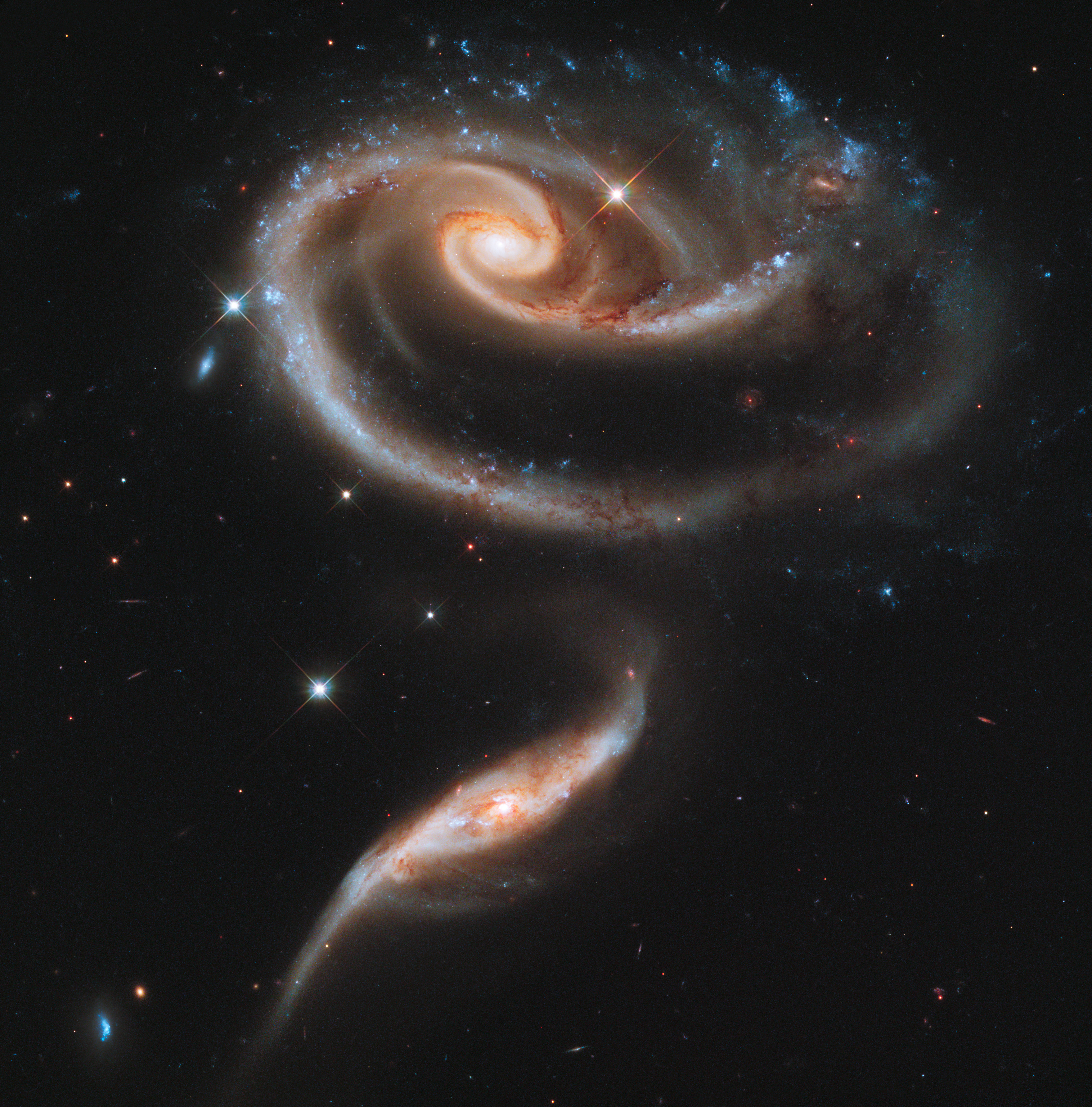
No 2 : Arp 273.
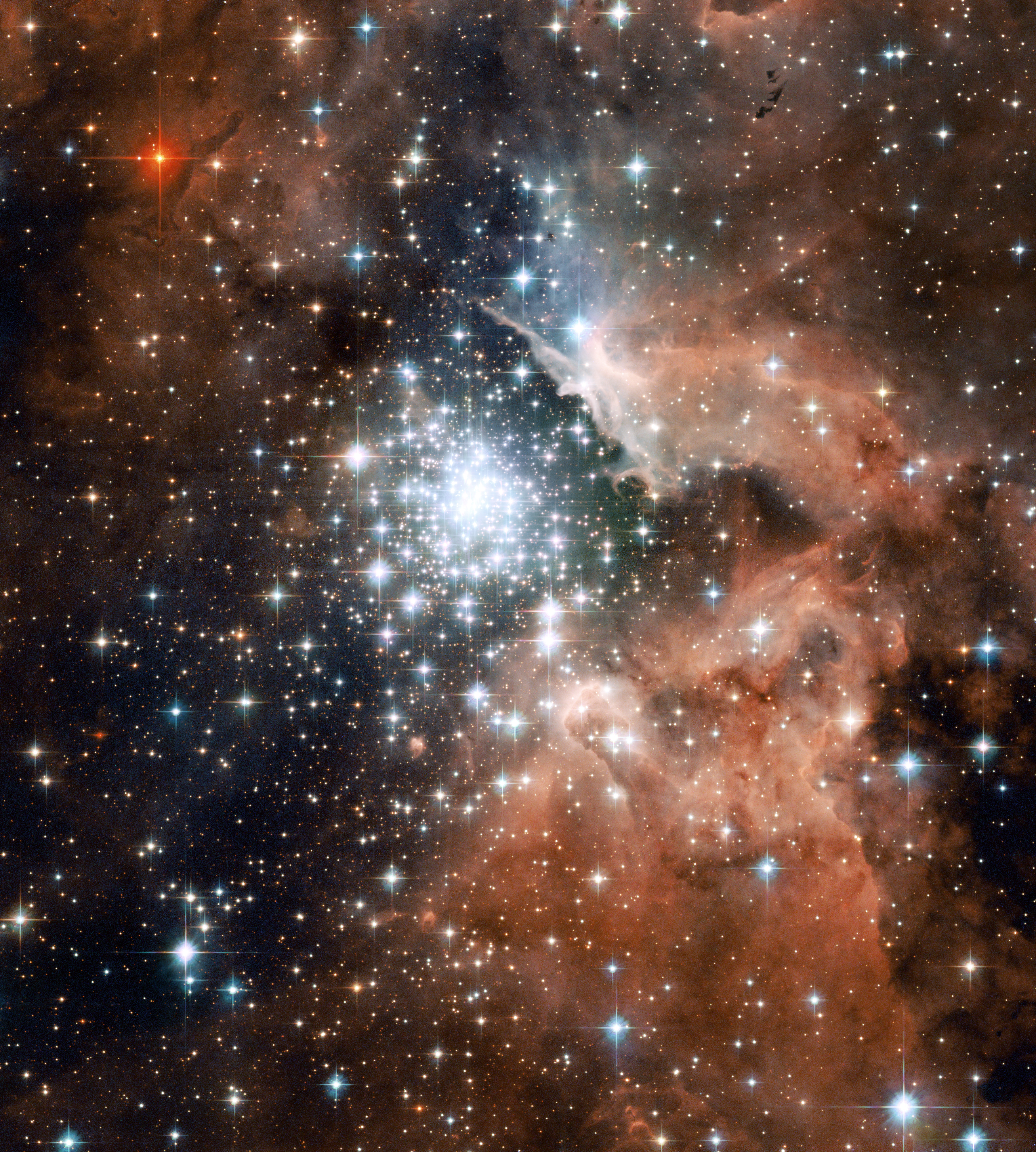
No 3 : NGC 3603.
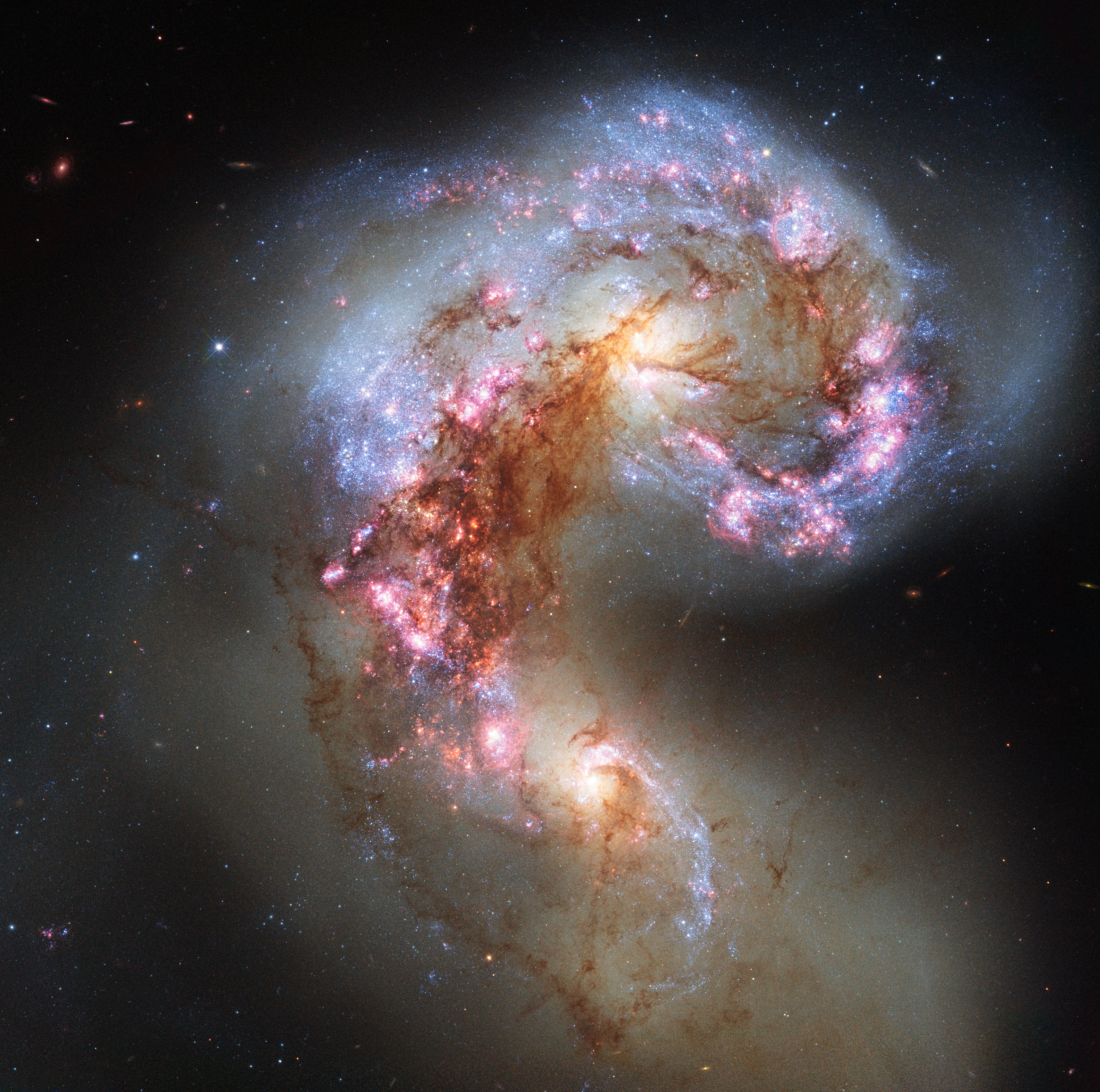
No 4 : Galaxies des Antennes (NGC 4038 & NGC 4039).
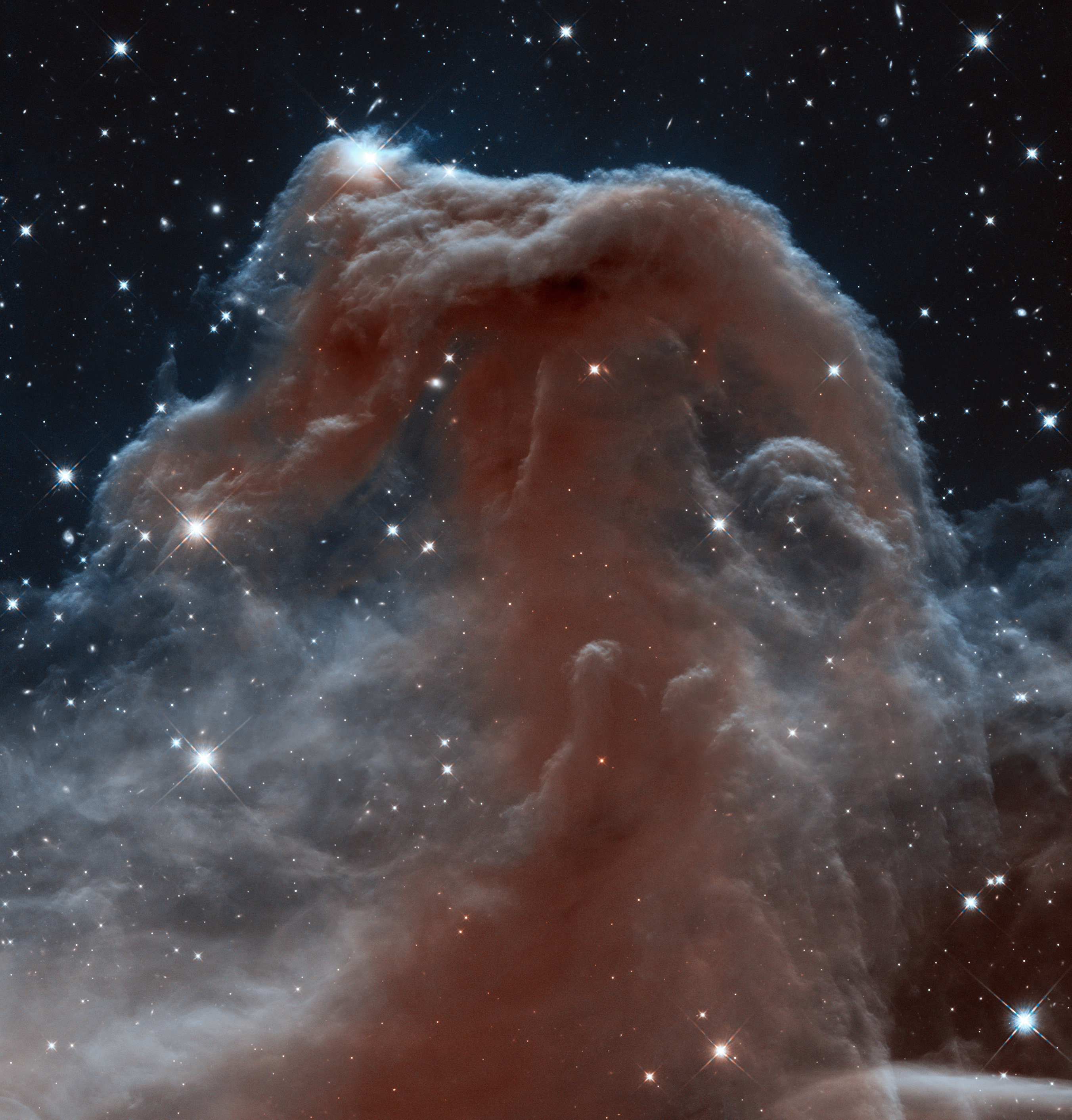
No 5 : Nébuleuse de la Tête de Cheval (vue infrarouge).